# Économie du Portugal
L'économie du Portugal est basée sur un système capitaliste. Membre fondateur de l'OCDE et de l'ALE en 1960, le pays est intégré dans la CEE en 1986, après avoir achevé sa phase de transition vers un régime démocratique, et il est l'un des États fondateurs de l'euro, qu'il adopte en 1999. Son économie se distingue des autres économies d'Europe occidentale par son histoire particulière, en particulier par l'expérience de l’État Nouveau corporatiste (1933-1974), qui a profondément marqué ses différentes structures, puis par la réorganisation qui a suivi la révolution des Œillets.
Avec un Produit intérieur brut 2023 de 25.327 euros par habitant (contre 12.261 en moyenne mondiale), soit 267,92 milliards d'Euro pour l'ensemble du pays, le Portugal est actuellement la 15e puissance économique de l'Union européenne, la 19e puissance économique en Europe et la 49e puissance économique mondiale. Si l'on se base sur le Produit intérieur brut par habitant en parité de pouvoir d'achat, le Portugal se place en 45e position dans la liste des pays les plus riches du monde.
Considéré comme une économie en resilience et en transformation, le Portugal maintient depuis plusieurs années une croissance supérieure à la moyenne des pays de l'Union européenne, à 1,7% en 2023, avec une projection à 2,3 % en 2025 et 2% en 2026. Cette croissance est soutenue principalement par accélération de la mise en œuvre du Plan pour la reprise et la résilience portugais (PRR), une politique ciblée d'investissements publics, une bonne gestion de l'inflation, des baisses d’impôts, le maintien de la consommation privée, le renforcement de l'investissement en logements, et le dynamisme des exportations et du secteur du tourisme. Elle est également favorisée par un marché du travail robuste et flexible,.
Du point de vue de ses finances publiques, le pays figure en 2024 parmi les six États de l'UE qui presentent un budget excédentaire, à 0,7%, aux côtés du Danemark (4,5 %), de l’Irlande (4,3 %), de Chypre (4,3 %), de la Grèce (1,3 %) et du Luxembourg (1 %).  Les projections du Plan budgétaire et structurel à moyen terme du Portugal tablent sur une poursuite de la réduction de la dette publique du pays, à 93,3% en 2025 et 90,4% en 2026. D'après la Commission européenne, le Portugal connaîtrait l’un des plus longs cycles de convergence économique de l’UE.
En 2005, le Rapport Global de Compétitivité publié par le Forum économique mondial plaçait le Portugal en 22e position devant des pays et des territoires comme l'Espagne, l'Irlande, la France, Hong Kong et la Turquie. Dans le classement des technologies, le Portugal était à la 20e place, et dans le classement des institutions publiques, le Portugal était classé 15e meilleur. En 2024, l'Indice Mondial de l'Innovation publié par l'Organisation mondiale de la propriété intellectuelle (OMPI) place le Portugal en 31e position sur 128 pays, avec 43,7 points, devant l'Inde, à un niveau proche de la Tchéquie, de Malte et de l'Espagne (le premier pays est la Suisse avec 67,5 points).
D'après la liste Forbes Global 2000, quatre entreprises portugaises figurent parmi les 2000 plus grandes entreprises mondiales cotées en bourse : Edp-energias De Portugal (714e rang, siège à Lisbonne), Galp Energia (927e rang, siège à Lisbonne), Jerónimo Martins (968e rang, siège à Lisbonne), et Banco Comercial Português (1055e rang, siège à Porto),. Parmi les principaux défis structurels se posant au pays, figurent la poursuite de la montée en gamme du tissu économique, le vieillissement démographique, ou encore les inégalités de développement territoriales.

## Rappels historiques

### L'économie portugaise sous l’État Nouveau
L'économie portugaise s'organise au XXe siècle sous l'autorité d'Antonio de Oliveira Salazar, qui a gouverné le pays pendant plus de quarante ans, de 1928 à 1969. Partisan d'une troisième voie entre capitalisme et communisme, l’État Nouveau (Estado Novo) salazariste impose un régime corporatiste au pays, tout en maintenant son système capitaliste et en conservant une économie de marché. L'inflation, endémique depuis des décennies, est maîtrisée dans les années 1930, au prix d'une fixation des prix (tabelas) et d'une forte contraction du marché intérieur. La liberté d'entreprise, réelle, mais soigneusement encadrée par l’État, s'inscrit dans une société organisée en corporations, qui rendent des comptes au pouvoir. La grande propriété foncière (latifundium) est favorisée dans le Nord et surtout l'Alentejo, qui est largement déboisé pour les besoins de l'agriculture.
Cette politique permet de réorganiser et démultiplier la production agricole du pays, mettant fin aux pénuries, mais elle accroit l'existence d'un petit prolétariat rural misérable dans ces deux régions, et accentue l'assèchement des sols problématique dans l'Alentejo. Tout en organisant la mutualisation en autogestion de la production agricole et artisanale dans des coopératives, dans le cadre d'un système corporatiste, le régime, très attaché à la propriété privée, est profondément anti-communiste et refuse toute idée de nationalisations de masse ou de planification d’État. Pendant cette période, l'équilibre de la balance commerciale du pays est solidement rétabli en s'appuyant sur le commerce et de l'extraction des matières premières dans ses possessions coloniales d'Afrique : pétrole (Angola), ivoire, bois de construction, huile et diamants.
La stabilisation du cours de la monnaie dans les années 1930 favorise le retour des investissements étrangers, ainsi que l'envoi des remessas des centaines de milliers d'émigrés de la diaspora portugaise. Le Royaume-Uni, premier partenaire commercial du pays depuis le traité de Methuen, conserve un rôle important dans le fonctionnement de l'économie portugaise, notamment dans l'exploitation du pétrole et des diamants d'Angola, ou la production du vin de Porto. Mais ce rôle est dorénavant soumis à des accords d'association, dans un système de concessions provisoires, avec des rétributions et un soutien inconditionnel au régime. La réorganisation de l'économie, la stabilisation et la gestion rigoureuse du budget permettent au Portugal d'échapper aux pires effets de la crise mondiale de 1929. Dans les années qui suivent, l'exploitation de l'Empire est renforcée et rationnalisée. Cet équilibre des comptes publics et ces apports de capitaux permettent à l'Etat portugais de retrouver une marge de manœuvre, de relancer ses investissements, de moderniser le pays et d'engager de grands chantiers en métropole et dans les colonies.
Au sortir de la Seconde Guerre mondiale, le pays, qui est resté neutre, a noué le Pacte Ibérique avec l'Espagne, et a continué à faire du commerce avec les deux camps, dispose de réserves considérables d'or. Son lien fort avec l'Angleterre permet au Portugal de contourner son isolement sur la scène internationale, et de participer en 1960 à la fondation de l'OCDE, ainsi qu'à la construction de l'AELE, qui prétendait concurrencer la CEE (réservée aux régimes démocratiques). Mais son investissement dans ses longues guerres coloniales (qui aspirent une part considérable de son budget), ainsi que le faible investissement dans les secteurs clé de l'éducation secondaire et universitaire, ont profondément pesé sur son économie. Avec la chute de l'État Nouveau le 25 avril 1974, et la perte de son empire colonial, le Portugal entre dans une phase de transition économique et de modernisation qui se poursuit jusqu'à nos jours.

### Les événements militaires de 1974 et la transition démocratique
La période consécutive à la révolution des Œillets est caractérisée par des troubles importants et une forte récession économique, provoqués par les nationalisations des industries et la séparation entre le Portugal et ses anciennes colonies. Privée de matières premières, l'industrie lourde s'arrête brusquement. Tous les secteurs économiques de la manufacture, de l'exploitation minière, de la chimie, de la défense, de la finance, de l'agriculture et de la pêche entrent en crise. En une nuit, le Portugal, qui était le pays à la plus forte croissance économique en Europe de l'Ouest, devient le pays à la plus faible croissance économique, et connaît plusieurs années de croissance négative.
Ces bouleversements sont amplifiés par une émigration massive de travailleurs expérimentés et d'entrepreneurs liés à l'intimidation politique, et par les coûts de logement dus à l'arrivée au Portugal de milliers de réfugiés des anciennes provinces d'outremer d'Afrique, les retornados. Après les remous de la révolution des Œillets de 1974, la base de l'économie portugaise entre dans une phase de changements profonds.
En réalité, ces changements prolongent un mouvement de modernisation largement amorcé dans la décennie précédente. L'économie portugaise avait déjà évolué significativement en 1973 avant le coup d'État militaire, comparé à son état en 1961. Le PIB s'était développé de 120% en valeur réelle. La période pré-révolutionnaire était caractérisée par un fort taux de croissance du PIB (6,9 %), de la production industrielle (9 %), de la consommation des ménages (6,5 %), et de la formation de capital brut fixe (7,8 %). Le taux de croissance des exportations portugaises durant la période de 1959 à 1973 était important : 11 % par année. En 1960, l'importance des exportations était due à quelques produits : les conserves de poisson, le liège brut ou manufacturé, les textiles de coton et le vin.
Par contraste, au début des années 1970 (avant le coup d'État de 1974), la liste des produits exportés par le Portugal reflétait une diversité significative de produits, comprenant à la fois des biens d'équipement et de consommation. Quelques branches de l'industrie portugaise s'orientèrent vers l'exportation, et en 1973, plus d'un cinquième des produits manufacturés portugais étaient exportés. À la veille de la Révolution des Œillets, l'Etat Nouveau avait doté le pays d'une industrie nationale dynamique et compétitive, encadrée strictement par l'Etat, tout en préservant largement le tissu économique local par le maintien de la petite entreprises et d'une structure corporatiste. Le dynamisme du pays était tel que l'ancien Premier ministre Marcelo Caetano affirmait, en parlant de cette époque : « Le Portugal était en passe de se transformer en une petite Suisse. ».
Les changements engagés par la Révolution des Œillets reprennent les acquis et le mouvement de modernisation de la période salazariste, en leur donnant une inflexion idéologique nouvelle, d'abord socialiste, puis basée a partir des années 1980 sur le néolibéralisme alors dominant en Europe de l'Ouest : démantèlement du système corporatiste, désengagement de l’État de l'économie, dérégulation, privatisations, liquidation des grandes entreprises publiques nationales, priorisation des secteurs bancaire et financier, alignement monétaire sur le SME en vue d'une convergence monétaire, ouverture des frontières, refonte du droit du travail, etc.
À la suite de son entrée dans l'Union européenne en 1986, le Portugal connaît une quinzaine d'années de rattrapage économique, enregistrant des taux de croissance du PIB supérieurs à ceux de la moyenne européenne. Ce processus s'interrompt à deux reprises dans les années 2000, le pays connaissant deux crises, une première juste après l'adoption de l'euro en 2002-2003, et une seconde plus grave en 2010-2013. Alors qu'il connaissait depuis les années 1990 une croissance supérieure à la moyenne des pays de l'Union européenne, le Portugal est l'un des pays européens les plus gravement affectés par la crise financière mondiale de 2007-2008, qui révèle un certain nombre de fragilités de son économie : vulnérabilité de son secteur bancaire, dette publique trop élevée, spéculation immobilière, etc.
Pour empêcher un défaut de paiement et une déstabilisation de la zone euro, l'Union européenne et le Fonds monétaire international viennent en aide en urgence au Portugal, avec un prêt de 78 Milliards d'euros, exigeant en échange des réformes profondes de l'économie du pays, formalisées dans un programme d’ajustement contraignant la relance budgétaire. Ces réformes sont supervisées par une Troïka, composée d'experts représentant la Commission européenne, la Banque centrale européenne et le Fonds monétaire international,
Conformément aux demandes de cette Troïka, sous le gouvernement conservateur de Pedro Passos Coelho (2011-2015), le Portugal s'engage dans une « politique d'austérité » drastique visant à réduire le déficit public et redynamiser le secteur privé : gel ou réduction du salaire minimum, des salaires des fonctionnaires et des pensions de retraites, augmentation des impôts et réduction des aides publiques, licenciements dans la fonction publique, dérégulation du marché du travail, vente d'entreprises publiques. Le déficit se maintient à 4,4 % du PIB (tandis que la dette passe de 96,2 % du PIB en 2010 à 128,9 % en 2014), entraînant des menaces de sanctions de l'Union européenne, alors que la précarité et la pauvreté augmentent dans le pays.

## Situation actuelle

### Le «miracle économique portugais»
Après les élections législatives de 2015, le nouveau gouvernement de gauche conduit par Antonio Costa, surnommé « Geringonça » (coalition réunissant le Parti socialiste, le Parti communiste et le Bloc de gauche), décide de rompre avec la politique d'austérité menée par le gouvernement précédent et d'établir un nouveau modèle de développement portugais, associant gestion rigoureuse des comptes publics, réformes négociées avec les partenaires sociaux, montée en gamme du tissu économique et soutien à la demande par la valorisation régulière des salaires. En mettant en place ce modèle, le but du nouveau gouvernement portugais est d'endiguer la « hausse sans précédent du chômage et de ses effets sociaux dévastateurs sur les jeunes et les citoyens les moins qualifiés, ainsi que les familles et les milliers de Portugais au chômage » et de procéder à une « revalorisation de la dignité du travail et des droits des travailleurs ».
S'ensuivent un ensemble de mesures qui prennent le contre-pied des politiques de rigueur dominant à l'époque dans l'UE. Pour relancer l'économie et permettre une hausse du niveau de vie, le salaire minimum est augmenté régulièrement à partir de 2016, sur une moyenne de 5% par an, en échange de baisses de cotisations pour les employeurs, de 22 % à 23 %. Les retraites et les allocations familiales sont augmentées, le droit du travail renforcé, les impôts sur les bas salaires réduits. En parallèle, le gouvernement décrète l'arrêt des privatisations de services et d'infrastructures publics, la fin du gel des recrutements dans la fonction publique, des coupes dans les revenus des fonctionnaires, et retour de leur temps de travail à 35 heures par semaine.
Pour pallier l’investissement public défaillant en raison d’un endettement de 130 % du PIB, hérité pour une bonne part des dettes bancaires, le Portugal s'appuie sur le Plan d'Investissement pour l'Europe dit « plan Juncker », qui s'engage alors à aider les PME portugaises à bénéficier d'un meilleur accès au financement. Les programmes européens pour la compétitivité et l'innovation permettent en outre de générer 900 millions d'euros d'investissements supplémentaires pour les entreprises du pays, même si ces aides peinent à arriver jusqu'aux PME dû à la complexité des procédures de demande et les conditions qui entourent leur attribution,. Parallèlement, le gouvernement portugais maintient une rigueur budgétaire stricte, avec un déficit à 2,1% en 2016, et à 1,5% en 2017, conformes aux critères de Maastricht (déficit maintenu sous la barre des 3%). En juillet 2017 à Lisbonne, le commissaire européen aux Affaires économiques Pierre Moscovici confirme ces bons résultats, indiquant que « la réduction du déficit au Portugal est durable ».
Porté par ces mesures de relance et la bonne gestion de ses comptes publics, le Portugal opère un redressement économique spectaculaire à partir de 2015, notamment grâce aux exportations et au tourisme. Pour se préserver des fluctuations du marché de la grande consommation, de nombreux entrepreneurs portugais choisissent d'opérer une montée en gamme, ce que l’industrie portugaise avait négligé de faire avant la crise, notamment dans les secteurs du textile, de la chaussure et de l'ameublement, avec des produits au design soigné et aux couleurs étudiées, qui permettent à des entreprises portugaises émergentes de percer sur les marchés chinois, français et américain,. Dans le même temps, la hausse des revenus impulsée par l’État redonne confiance aux investisseurs et aux entreprises, avec une demande interne qui augmente et une progression de la consommation vers des produits de meilleure qualité.
Les effets positifs de cette politique sont visibles dès 2017 dans les indicateurs économiques. En mars 2018, l'Institut national des statistiques (INE) indique que la croissance économique a atteint 3 % du PIB en juillet 2017, ce qui en fait le meilleur taux pour cet indicateur depuis le début du XXIe siècle. L'Étude économique du Portugal publiée par l'OCDE en 2019 annonce que la croissance du PIB portugais est établie à 2.1 % en 2019, et devrait se prolonger 1.9 % en 2020, soit un niveau supérieur à la moyenne de la zone euro. À l'issue de cette étude, l'organisation considère que le Portugal peut mettre à profit sa reprise économique pour améliorer sa résilience, notamment en consolidant encore ses finances publiques et son secteur bancaire.
Ces mutations et ce redressement rapides amènent alors une grande partie de la presse internationale à parler de « miracle économique portugais », voire de « modèle économique portugais ». Pour de nombreux observateurs, et pour de nombreux partis de gauche, le Portugal démontre depuis 2015, « qu'une politique inverse aux politiques austéritaires préconisée par les autorités européennes, et donc basée sur une relance par la demande et l'amélioration des protections sociales, peut fonctionner. » Les projections de l'époque des instituts tablent sur un chômage portugais stabilisé durablement autour de 6 % (très proche du plein emploi), le plus bas depuis 2004, et sur une croissance du PIB stabilisée entre 1 et 2%, au-dessus de la moyenne européenne.

### Crise pandémique de Covid-19 et reprise économique (2020-2022)
Ce processus de redressement est interrompu par l’émergence de la pandémie de Covid-19, qui impacte brutalement l'économie portugaise, tant dans ses logiques intérieures qu'à l'exportation. Avec le début de la crise, en 2020, l’économie portugaise connaît une chute historique de son PIB, à hauteur de -8,3%, conséquence d’une contraction la demande intérieure – de -5,5 points de pourcentage (pp) – tandis que cette dernière était, jusqu’alors, la principale source de la croissance économique,. La contraction de la demande extérieure nette, liée au recul des échanges extérieurs, contribue de manière plus modérée à la récession (-2,9 pp). Les mesures sanitaires mises en place par le gouvernement conduisent à une dégradation modérée des comptes publics, le déficit  atteignant 5,8% du PIB en 2020. Le poids de la dette publique atteint un record à 134,9% du PIB en 2020. Le rapport du PIB par habitant portugais au PIB par habitant européen (en parité de pouvoir d’achat) diminue de plus de 9 points de pourcentage entre 2000 (85,5%) et 2021 (74,1%),.
Toutefois, en maintenant le modèle économique établi entre 2015 et 2019, la reprise postpandémie est rapide, tirée par les exportations de services, particulièrement le tourisme, la résilience du marché du travail et par l’impact modéré des mesures de soutien sur les finances publiques,. En 2021, l’économie portugaise connaît une reprise à +5,5%, légèrement supérieure à la moyenne européenne (+5,4%) et à celle de la zone euro (+5,3%). En 2022, en dépit de l’instabilité provoquée par la guerre en Ukraine – l’inflation (IPCH) étant montée à 8,1% –, le Portugal enregistre la troisième plus forte croissance de l’UE, à 6,8%, grâce à une activité touristique très dynamique (22 Md€ de recettes) et le marché de l’emploi reste résilient, avec un taux de chômage à 6%, son niveau le plus bas des deux dernières décennies,.
La politique budgétaire n’est que peu expansive durant la période en dépit de la mise en place de mesure de soutien au budget des ménages et des entreprises. Les mesures de réponse à la pandémie ont un impact modéré sur les finances publiques, favorisé par le rôle central joué par des mesures de soutien sans impact budgétaire immédiat, telles que des moratoires bancaires et fiscaux, ou des prêts garantis par l’État,. D’autres mesures sont mises en place pour répondre à la hausse du coût des prix énergétiques et alimentaires : subventions, allocations familiales, TVA zéro, etc. Malgré la conjoncture difficile, les bonnes performances économiques et les effets positifs de l’inflation sur les recettes fiscales permettent de poursuivre la trajectoire d’assainissement des finances publiques en permettant une réduction de la dette publique à 112,4% du PIB et un déficit budgétaire à -0,3% du PIB en 2022,.

### Les secteurs en résilience

#### Les données des dernières études économiques du Portugal publiées par l'OCDE et l'Union européenne
D'après les dernières études économiques publiées par l'OCDE et l'Union européenne, le Produit intérieur brut par habitant du Portugal est situé dans la moyenne des pays d'Europe du Sud, à 31 100 euros SPA, à un niveau inférieur à celui de l'Italie à 36 700 euros SPA, proche de celui de l'Espagne à 33 300 euros SPA, mais supérieur à ceux de la Grèce à 25 300 euros SPA, ou de la Croatie à 28 600 euros SPA. Si son PIB par habitant reste le plus bas des pays d'Europe de l'Ouest, l'écart se réduit continuellement depuis les années 1990.
Bénéficiant d'un PIB SPA par habitant très supérieur à la moyenne mondiale, le pays se positionne au-dessus de la moyenne des pays membres de l'OCDE dans les domaines du logement, de l’équilibre vie professionnelle/vie privée, de la sécurité et de la qualité de l’environnement. En revanche, il se classe en dessous de la moyenne dans les thèmes des revenus et du patrimoine, de la santé, des liens sociaux, de l’engagement civique, de l’éducation et des compétences, de la satisfaction à l’égard de la vie et de l’emploi et des revenus.

#### Un marché du travail robuste et flexible, mais un niveau élevé du travail précaire et informel
Parmi ses principaux atouts, le Portugal dispose d'un marché du travail robuste, dynamique et flexible, remarquablement résilient,. Le Portugal est l'un des pays de l'UE dont le salaire minimum a augmenté le plus rapidement ces dernières années, passant de 485 euros en 2014 à 820 euros en 2024. En 2025, le salaire minimum national (RMMG) est de 870 euros nets (1015 euros bruts), soit une augmentation de 6,1% par rapport à 2024. La croissance soutenue des salaires et le dynamisme de l’emploi tirent depuis 2016 la consommation vers le haut, qui stimule elle-même l'activité économique intérieure. Le tourisme, lié à la qualité mondialement reconnue du secteur et à l'entretien des patrimoines naturel et culturel du pays, la montée en gamme du tissu économique et le dynamisme des industries d'exportation renforcent ce mouvement,. 
Grâce à ce cercle vertueux, en 2023, la croissance du PIB s’établit à 2,3% – cinquième de l’OCDE – permise par une contribution plus importante de la demande intérieure, les exportations ayant été pénalisées par le ralentissement de l’économie européenne. Malgré cela, les indicateurs extérieurs se sont nettement améliorés, le Portugal enregistre un excédent extérieur de 7,2 Md€, dont un excédent commercial de 3,3 Md€, tiré par les recettes record dégagées dans le tourisme (25 Md€). En outre, le marché de l’emploi reste résilient malgré une légère hausse du taux de chômage – qui est monté à 6,5% – et l’inflation (IPCH) a atteint 5,3%,.
En 2024, malgré un ralentissement de la croissance, le contexte macroéconomique du Portugal reste très favorable, et les grands indicateurs évoluent toujours de façon positive. La croissance portugaise reste en hausse modérée autour de 1,7 %, soit près du double des 0,9 % prévus pour l’UE, soutenu par la consommation privée et les exportations. L’année 2024 est également marquée par une maîtrise de l’inflation qui poursuit sa baisse à 2,6 % (2,2% pour l’UE) et une stabilisation de la baisse du chômage qui converge vers son niveau frictionnel à 6,4%. Le marché du travail reste robuste et flexible,.
Toutefois ces réussites ne sont pas sans contreparties, et les réformes à engager pour arriver à la fin de la mutation socio-économique du pays et établir un système de démocratie sociale pleinement satisfaisante sont encore nombreuses, de l'avis de tous les partis politiques. Même si le salaire minimum connaît des augmentations spectaculaires depuis 2015, et même si les salaires des fonctionnaires bénéficient de revalorisations régulières sur la même période, avec de bons chiffres du chômage stabilisé autour de 6% depuis 2019 (aussi en raison de la démographie), ces données cachent une grande précarité de l'emploi et un niveau de vie encore considéré trop bas. Ces difficultés plongent leurs racines dans des logiques historiques et des ressorts culturels anciens, jouant à plein pendant les périodes de crise économique et sociale qui exigent davantage d'adaptabilité. 
En effet, jusqu'en 1974, et même jusqu'aux années 1990, une part importante l'économie portugaise a fonctionné hors des cadres institutionnels établis, notamment au niveau local, sur la base d'arrangements personnels entre patrons et employés, engagés sur des travaux journaliers ou saisonniers, tolérés par les gouvernements successifs, et ces pratiques tendent à se maintenir culturellement, pour échapper à l'impôt et aux obligations et normes administratives. D'après l’association portugaise des travailleurs précaires, en 2018 la moitié des embauches se faisait en contrat à durée déterminée, avec un taux très élevé de travail informel. La part de la population active travaillant comme prestataire de services, sans contrat de travail ni droits sociaux, était estimé structurellement à environ 1/5e de la population active: 1,2 million de travailleurs sur un total de 5,6 millions d'actifs. 600 000 à 900 000 travailleurs seraient de faux travailleurs indépendants, satisfaits d'être employés rapidement et sans contraintes administratives, par des entreprises privées ou même des administrations qui évitent quant à elles de payer les cotisations patronales et peuvent s'en séparer à tout moment, sans préavis. 
Entre 2006 et 2012, sous l'impact de la crise de 2008, le nombre de salariés percevant le salaire minimum était passé de 133 000 à 400 000, sur une population active d’environ cinq millions de personnes, encouragé par une politique visant à réduire le coût du travail. Le nombre de travailleurs précaires a fortement augmenté pendant la période de crise et d'austérité, et la moitié des heures supplémentaires effectuées par les salariés en 2018 n'avaient pas été payées.
Cette situation avait entraîné quelques tensions au sein même de la majorité parlementaire de gauche : le Bloc de gauche, partenaire critique du gouvernement, estimant à l'epoque que « sur la législation du travail, nous avons très peu avancé, voire régressé. Avec l'aide de la droite et du patronat le gouvernement a validé la généralisation des contrats précaires de très courte durée. En somme, ce que la Geringonça [accord entre les partis de gauche afin de constituer une majorité] a permis de construire avec la revalorisation des salaires, le gouvernement l'a miné à travers la précarisation des salariés. » Tout en saluant le succès de la politique de relance du Portugal, en juillet 2018 à Lisbonne, le commissaire européen aux Affaires économiques Pierre Moscovici lui-même avait appelé le gouvernement portugais « à mieux intégrer les chômeurs de longue durée ».

#### Le niveau élevé des dettes publique et privée
La note de la dette publique à long terme du Portugal est BB, selon l'agence de notation S&P, et les entreprises privées sont généralement très endettées. Leurs dettes représentent en 2017 145 % du PIB. En dépit du succès de la politique de relance, et du dynamisme du secteur privé, le niveau très élevé de la dette publique rend encore difficile pour le gouvernement portugais de faire des investissements à long terme : les universités, pourtant réputées de qualité, et les hôpitaux sont encore en 2019 au bord de la faillite. À quelque 120 % du PIB, la dette publique du Portugal recule, mais reste parmi les plus élevées de l’OCDE, ce qui limite encore la capacité du pays à réagir à des chocs externes.

#### La crise démographique
Frappé de plein fouet par la crise financière mondiale de 2007-2008, le Portugal est redevenu en 2008 un pays d'émigration massive, qui a perdu une partie importante de sa population active, en particulier de sa jeunesse qualifiée, phénomène qui a pesé jusqu'en 2015 sur le développement d’entreprises. D'une façon générale, les entrepreneurs affirment n'avoir pas de difficultés à mobiliser les anciennes générations qui détiennent les savoir-faire traditionnels, en revanche ils peinent à recruter et former des jeunes, pour faire fonctionner l'industrie manufacturière, ou produire des pièces de rechange nécessaires au fonctionnement de machines très anciennes dans le secteur de la tradition haut de gamme. Bien que les flux se soient amoindris, d'après les derniers recensements, le Portugal perdait encore 25 000 habitants par an sur 10 millions environ.

#### Gestion environnementale
En juin 2017, des incendies provoquent la mort de soixante-six personnes, ce qui entraine de vives critiques contre les autorités, accusées de négligence. Conséquence de l'austérité et du faible niveau d'investissement public, le démantèlement des services forestiers, la privatisation des moyens aériens de lutte contre les incendies et l'amputation des budgets de la politique forestière ont été poursuivis durant des années, tant par des gouvernements conservateurs que sociaux-démocrates. Entre 2006 et 2016, les effectifs des gardes forestiers ont été réduits de près d'un tiers. Après la tragédie, le gouvernement entreprend de racheter au secteur privé pour sept millions d'euros le réseau Siresp (système de communication entre secours), jugé largement défaillant.
Les plantations d'eucalyptus, essence hautement inflammable, sont montrées du doigt. Cet arbre d’origine australienne constitue l’espèce la plus présente au Portugal, indique la Ligue pour la protection de la nature (LPN). Le pays compte la plus grande densité d’eucalyptus du monde. Ces plantations servent notamment de matière première à l’industrie papetière, en particulier The Navigator Company, l'une des plus puissantes entreprises du pays. D'après la présidente de l’Association des victimes de l’incendie de Pedrógão Grande : « En 2002-2004, le gouvernement de José Manuel Barroso a négocié avec l’entreprise afin d’intensifier son développement économique. Dès lors, les pouvoirs locaux ont délivré les autorisations de planter de l’eucalyptus aux micropropriétaires les yeux fermés. La politique forestière étant fondée sur le profit à court terme, l’arbre a très vite proliféré dans les zones rurales les plus défavorisées. »

#### Faibles investissements publics
Afin de respecter l’orthodoxie budgétaire imposée par les traités européens, les dépenses publiques ont atteint un niveau extrêmement faible (1,97 % du PIB en 2018). Le redressement économique a ainsi servi prioritairement à combler le déficit et la dette. Selon le député José Gusmão (Bloc de gauche) : « Une grande partie du PS veut maintenir une relation pacifiée avec le secteur bancaire et les institutions européennes, pour apparaître comme le bon élève de l’Europe. Son objectif à terme est le remboursement de la dette pour respecter le plafond fixé par Bruxelles : 60 % du PIB. Mais garder le rythme actuel de réduction de la dette — ce qui est utopique — impliquerait de nous priver d’investissements publics pendant deux décennies… » D'après le secrétaire d’État aux affaires parlementaires Duarte Cordeiro (Parti socialiste) : « La divergence principale avec nos partenaires de gauche reste le rythme de réduction de la dette. Ils ne souscrivent pas à nos objectifs budgétaires. Nous les assumons pleinement. »
Cette politique de rigueur budgétaire est mise en œuvre par le ministre des Finances Mário Centeno, économiste formé à Harvard et de sensibilité libérale. Plutôt que d’investir dans le secteur public, le gouvernement décide de renflouer les banques privées avec de l'argent public (Novo Banco reçoit 1,9 milliard en 2019). Cette décision a de nouveau provoqué une contestation de la gauche radicale et des communistes, qui ont accusé le ministre de préférer « assainir » les banques privées plutôt que d’effectuer les investissements nécessaires au pays.
En 2019, les universités sont proches de la faillite et le système de santé pâtit du manque de moyens matériels et de personnel. Le gestionnaire public des infrastructures ferroviaires considère que 60 % des lignes de train sont dans un état « mauvais » ou « médiocre ». Le logement social ne représente que 2 % du parc immobilier.

#### Les dernières mesures annoncées
Confronté depuis 2018 à des mouvements sociaux dans le secteur de la santé, le gouvernement d'Antonio Costa a annoncé en 2019 le déblocage de 4 milliards d'euros pour le financement de nouveaux centres médicaux et le recrutement de 1000 nouveaux fonctionnaires pour l'année en cours. Pour encourager les jeunes diplômes ayant émigré à rentrer au pays, il a également mis en place une mesure d'allègement fiscal. Les personnes ayant émigré entre 2011 et 2015 et qui rentreront au Portugal entre 2019 et 2020 ne paieront que la moitié de l´impôt sur le revenu. Ces mesures constituent un retournement historique de la part d'un État ayant toujours encouragé sa jeunesse désœuvrée à émigrer, afin qu'elle rapatrie des fonds depuis l'étranger (remessas).

## Structure économique

### Le secteur primaire: agriculture, pêche, mines
En 2018, le Portugal était le 9e producteur mondial d'olive (740 000 tonnes), le 16e producteur mondial de poire (162 000 tonnes), le 17e producteur mondial de tomate (1,33 million de tonnes) et le 20e producteur mondial de raisin (778 000 tonnes). Le pays a également produit, la même année, 713 000 tonnes de maïs, 431 000 tonnes de pomme de terre, 344 000 tonnes d'orange, 267 000 tonnes de pomme, 160 000 tonnes de riz, en plus de volumes plus faibles d'autres produits agricoles tels que chou (137 000 tonnes), oignon (130 000 tonnes), carotte (108 000 tonnes), blé (67 000 tonnes), melon (57 000 tonnes), avoine (55 000 tonnes), etc.
Alors que le Portugal était considéré au moment de la révolution des Œillets comme un pays essentiellement rural, la part de la pêche et de l'agriculture dans la richesse nationale s'est réduite en quelques décennies. Ces deux secteurs emploient encore 13 % de la population active mais ne génèrent plus que 4 % du PIB (contre environ 25 % en 1960). En revanche, le secteur minier reste un secteur important de l'économie, en particulier pour d'exploitation du tungstène et du lithium. Durant cette période, le secteur tertiaire s'est développé, représentant aujourd'hui 66 % du PIB et 52 % de la population active. Les 30 % restants du PIB sont essentiellement générés par les secteurs de la construction et de l'énergie.
Parmi ses nombreux atouts, le Portugal possède aujourd'hui une gigantesque zone économique exclusive, qui s'étend sur plus de 1 720 000 km2 (soit plus de 18 fois sa superficie terrestre). Rapporté au niveau mondial, le pays, qui occupe la 111e place en superficie terrestre, possède la 11e plus grande zone d'exclusivité maritime du monde, devant l'Inde et la Chine. Celle-ci est en voie d'être agrandie au-delà des 350 miles actuels avec une demande effectué auprès de l’ONU en 2009, ce qui accroîtrait considérablement ses dimensions et créerait une ZEE continue entre le Portugal continental, les Açores et Madère.

Dans le cadre de l'Union européenne, le Portugal est le pays qui possède la plus grande juridiction maritime située dans l'UE (c'est-à-dire en excluant les lointains territoires britanniques d'outre-mer et les territoires français d'outre-mer, situés hors-Union européenne). Conséquence de cet état de fait, 53 % du commerce extérieur de l'Union européenne transite par les eaux portugaises, 60 % du commerce extérieur portugais se fait par voie maritime, et 70 % des importations nationales sont acheminées par la même voie (dont la totalité du pétrole et les 2/3 du gaz portugais). D'un point de vue économique, le pays continue à tirer une part importante de ses richesses de la mer, puisque 11 % de son PIB, 12 % de ses emplois, 17 % de ses recettes fiscales et 90 % de ses recettes touristiques sont liés aux océans.

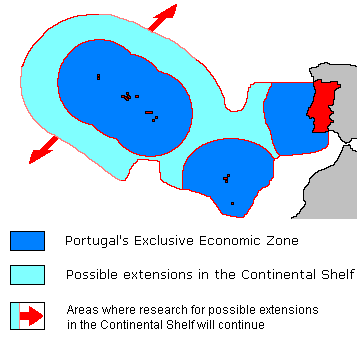
Carte de la zone économique exclusive portugaise.

### Le secteur secondaire: les industries
Le Portugal possède une tradition industrielle ancienne. À l'heure actuelle, les principales industries du pays sont les raffineries de pétrole (détenues dans leur totalité par Galp), des usines pétrochimiques, de la production de ciment, de la construction automobile et navale, des industries électriques et électroniques, de l'industrie papetière, des industries de moulage par injection, des industries textiles, des industries de fabrication de chaussures, des tanneries, des fabriques de meubles, des ateliers de céramique, des industries agroalimentaires (boissons et nourriture), de la production de liège (premier producteur mondial). Un tiers des produits manufacturés sont exportés. Le Portugal est le cinquième producteur mondial de tungstène, le premier producteur européen de lithium et le huitième producteur de vin.
Parmi les fleurons de l'industrie portugaise, on trouve Galp, un groupe d'entreprises du secteur de l'énergie, propriétaire de Petrogal et Gás de Portugal, qui travaille dans le domaine du pétrole et du gaz, avec des activités qui s'étendent depuis l'exploitation et la production de pétrole et de gaz naturel, au raffinage et à la distribution des produits pétroliers et gaziers, qui contrôle près de 50% du commerce de combustibles du pays, et qui monopolise toute sa capacité de raffinage. Établie sur plusieurs continents, l'entreprise pétrolière et gazière portugaise a adopté récemment une politique d'expansion agressive sur le marché au détail espagnol, et elle poursuit ses activités d'exploitation d'hydrocarbonates au Brésil en association avec Pétrobras et Partex, et en Angola avec Sonangol.

### La tertiarisation de l'économie
Encore embryonnaire à la fin des années 1970, le secteur tertiaire s'est considérablement développé. Il produit actuellement 66 % du PIB et emploie 52 % de la population active. Les taux de croissance les plus significatifs sont trouvés dans les secteurs du tourisme et du commerce. Cela est dû à l'introduction des moyens modernes de distribution, transport et télécommunications. Les entreprises de services financiers ont bénéficié de la privatisation, gagnant également en efficacité.
Parmi les différentes branches en développement du secteur tertiaire, le tourisme est celle qui s'est développée de la manière la plus significative et génère à l'heure actuelle près de 5 % de la richesse du pays. Le Portugal figure régulièrement en tête des palmarès internationaux des meilleurs destinations touristiques. En 2017, le Portugal a par exemple été élu "Meilleure Destination du Monde" aux World Travel Awards. Lisbonne a été considérée comme "Meilleure Destination pour un City Break", et l'île de Madère comme la "Meilleure Destination Insulaire". Cette année, le Portugal a cumulé six prix de grand prestige international dans le secteur du tourisme. En 2016, l'Organisation Mondiale du Tourisme plaçait le Portugal dans les 20 plus grandes destinations touristiques du monde. En 2017, le pays a accueilli plus de 12 millions de touristes, soit plus que la population portugaise elle-même (11 millions d'habitants).
Depuis 2012, le tourisme est dopé par les investissements étrangers encouragés par une libéralisation des conditions d’immigration pour les non européens qui peuvent du « programme des visas dorés » et une série d’avantages fiscaux qui bénéficie aussi aux Européens via le statut de résidents non habituels (RNH) favorable aux entreprises comme aux particuliers retraités notamment. La revitalisation du secteur s'explique également par des projets immobiliers haut de gamme, qui misent sur la qualité plutôt que sur les prix bas. Lors de sa visite à Lisbonne en juillet 2017, le commissaire européen aux Affaires économiques Pierre Moscovici a tenu à souligner les résultats de cette politique, et "le boom du tourisme" au Portugal.
À la suite de la crise économique de 2008, le Portugal accepte certaines exigences du Fonds monétaire international, de la Banque centrale européenne et de la Commission européenne, telles que la dérégulation du marché immobilier et le développement de l'offre touristique en échange d'une aide économique. En 2012, le gouvernement conservateur de Pedro Passos Coelho modifie la loi sur les locations en faveur des propriétaires, facilitant l’augmentation du loyer à la fin d’un bail et l’expulsion des occupants en cas de rénovation des lieux. Des « visas en or » sont créés en 2012 en faveur des étrangers qui achèteraient des biens immobiliers pour plus de 500 000 euros et un statut de résident non habituel offre un régime fiscal avantageux pour les retraités européens qui viendraient s’installer dans le pays et y acquièrent un logement. Depuis fin 2018, Lisbonne est la ville européenne qui compte le plus de résidences Airbnb par habitant. Cette libéralisation du marché locatif a cependant conduit à une augmentation du nombre d'expulsions. Des bâtiments historiques, tels que le palais Santa Helena, ont été vendus à des groupes privés afin d’être transformés en appartements de luxe. À Lisbonne, en 2019, les prix dépassent les 8 000 euros le mètre carré. D'après la Fédération Internationale de l’Immobilier : « le pays propose de plus en plus de programmes immobiliers de luxe. Il fonde tout sur le golf. Ce qui appelle une clientèle aisée ».

## Les réserves d'or du Portugal
Parmi les spécificités de l'économie portugaise, le Portugal est l’un des États disposant des plus grandes réserves d’or de la planète. D'après le World Gold Council (WGC), l’organisation internationale des entreprises du secteur de l’or, et avec les données du FMI, le Portugal figure en 12e position sur la liste de 100 pays disposant des plus grandes réserves d'or au monde, avec des réserves d’or évaluées en 12 000 millions d’euros, soit 382,5 tonnes, c'est-à-dire des valeurs supérieures à celles du Royaume-Uni, de l'Espagne ou de l'Arabie saoudite. Ce stock d'or représente 36,4 g/habitant et permet au pays de figurer sur la liste restreinte des quelques États européens possédant plus de trente grammes d’or par habitant dans les coffres de sa Banque centrale, derrière l'Allemagne (41,8), l'Italie (41), la France (36,9) et les Pays-Bas (36,5).
Ces réserves, héritées de l'époque coloniale (exploitation minière du Brésil et de l'Angola) et du commerce fait avec les deux camps Alliés et de l'Axe pendant la Seconde Guerre mondiale, permettaient à l’État portugais d'assurer la couverture or de l'Escudo pendant la période de l’État Nouveau, et durant une partie de la transition démocratique. Pendant les années qui ont suivi la révolution des Œillets, le pays a vendu la moitié de ses stocks d'or, passant de 801 tonnes de réserve en 1970 à 492,4 tonnes en 1990. Depuis, contrairement à la France, qui s'est séparée de 20 % de ses réserves d'or à bas cours en 2004, l’État portugais a choisi de maintenir son haut niveau de thésaurisation, avec un fonds stable. La valeur des réserves d'or portugaises représente environ 60 % de ce que le gouvernement a l’intention d'engager cette année dans les dépenses de personnel de l’administration publique (20,4 milliards d’euros).

## Le commerce extérieur portugais
Le commerce extérieur du Portugal se concentre essentiellement dans l'Union européenne, avec 80 % des exportations à destination des pays de l'Union (au premier rang desquels figurent Allemagne, Italie, Espagne et Royaume-Uni), 5 % pour l'Amérique du Nord, les pays lusophones représentant 4 % des exportations. De la même façon, les exportations vont aussi vers les pays membres de l'Union européenne et l'Angola. Les exportations de biens industriels et manufacturés comme les voitures, le textile, les vêtements, les chaussures, le liège (premier rang mondial), les machines-outils, les équipements de transports, des composants informatiques et électroniques et des matériaux de construction, les matériaux de construction, la pâte à papier, les dérivés du papier et les produits chimiques représentent plus de 70 % des exportations totales.

### La vigueur des secteurs traditionnels du liège, agro-alimentaire et minier
En dépit de ses dimensions modestes, le Portugal est un leader européen et mondial dans quelques secteurs industriels, miniers et agro-alimentaires. Le pays est notamment le premier producteur mondial de liège, avec 64 % de la production mondiale, pour un chiffre d'affaires de 846 millions d'euros en 2014, et il s'efforce depuis les années 2000 de diversifier ses activités autour de cette matière, en s'appuyant sur l'investissement et la recherche, avec l'intégration d'industries de transformation du liège, et le lancement de produits innovants dans les domaines de l'industrie spatiale (boucliers thermiques), de la maroquinerie (chaussures, sacs à main), du mobilier, de l'isolation thermique et phonique, de l'artisanat et même de la création artistique. Pour assurer sa production, le Portugal entretient 730 000 hectares de plantations de chêne liège, soit 200 000 hectares de plus que l'Espagne, le second producteur mondial (30% du marché mondial). Actuellement[Quand ?], les chêneraires des districts de Santarém, d’Évora, Setúbal, Portalegre et Beja fournissent environ 90 % de la production du liège portugais.
Parmi les produits de renom international exportés par le pays, on trouve les vins (8e producteur mondial), et particulièrement le vin de Porto, vin muté décliné en différents types (Rouges, Ruby, Tawny, etc.), et produit suivant des normes très spécifiques, dont la production est soigneusement régulée par les Institutions régulatrices, notamment l'Association des Entreprises de Vin de Porto, et surtout l'Institut des Vins du Douro et Porto (IVDP), qui impose aux producteurs des quotas de production annuels. Cette industrie viticole ancienne, qui structure une part importante de l'activité économique du nord du pays, est répartie entre trois grandes catégories d"acteurs : les grandes compagnies de négociants, une quarantaine environ, qui possèdent plus de deux cents marques et représentent 90 % du marché ; les producteurs embouteilleurs, au nombre d'une quarantaine également, qui produisent eux-mêmes leur porto, seulement à partir des raisins de leur propre domaine, et qui représentent 5 % des ventes ; et les caves coopératives que l'on trouve dans chaque village de la région du Douro, qui produisent du porto à partir des raisins apportés par les habitants du village qui possèdent quelques pieds de vigne ou de petites propriétés sans contrat avec des compagnies (il y a 33 000 propriétaires de vignes pour 30 000 hectares de vignes dans le Douro).
Connu pour la richesse de son sous-sol depuis l'Antiquité, le Portugal est également une puissance minière d'envergure mondiale. Parmi les minerais et métaux exportés par le pays, le Portugal est le cinquième producteur mondial de tungstène (680 MT), un métal extrait chimiquement de la wolframite, utilisé principalement dans des applications électriques (filaments de lampe à incandescence), mais aussi (sous forme d'alliage) dans la réalisation d'outils nécessitant une grande dureté (forets, poudres abrasives, etc.). Développées dès le début du XXe siècle, les exploitations portugaises de Panasqueira et Borralha figurent parmi les plus anciennes du monde,. D'autres sites d'extraction existent à Régua, Tarouca (mine d'étain et de tungstène) et Portalegre. Le Portugal est également le premier producteur européen de lithium, avec une part de marché en Europe de 11 %. À l'heure actuelle, la plus grande mine de lithium du continent située dans la région de Guarda est exploitée par l'industriel Grupo Mota et sa filiale Felmica, avec des réserves estimées à trente ans, et une production entièrement consacrée à la céramique et à la verrerie. Dans le courant des années 2010, d'autres sites ont été identifiés dans les environs de Vila Real et Montalegre. Ces sites, qui abritent des gisements colossaux, font actuellement l'objet de prospections actives, avec un début d'exploitation prévu par les autorités portugaises en 2020.
Le Portugal est également le principal exportateur européen de sardines en conserve. Le pays a la particularité d'avoir développé une industrie de luxe singulière de la sardine en boîte, vendue dans les épiceries fines du pays et à l'exportation, qui a remarquablement résisté à la crise financière mondiale de 2007-2008. En plus d'être leader dans ce domaine, Portugal est le marché le plus important pour la sardine en Europe (au regard de la consommation par habitant) tant pour la sardine fraîche que pour la sardine en conserve. Le Portugal s'est en outre doté du plus grand verger de yuzu d'Europe, créé à Amareleja à l'initiative de jeunes agriculteurs locaux, afin de fournir la restauration de luxe européenne. Le climat local, qui limite la présence de la mouche méditerranéenne, permet de produire des yuzus d'excellente qualité avec un mois d'avance sur le Japon.

### Le renouveau des industries orientées à l'export
En 2017, le ministre portugais de l'économie Caldeira Cabral expliquait la reprise économique spectaculaire du Portugal par un renouveau d'industries orientées à l'export telles que l'automobile, les chaussures , les cycles, ou encore le textile.

#### L'industrie automobile portugaise

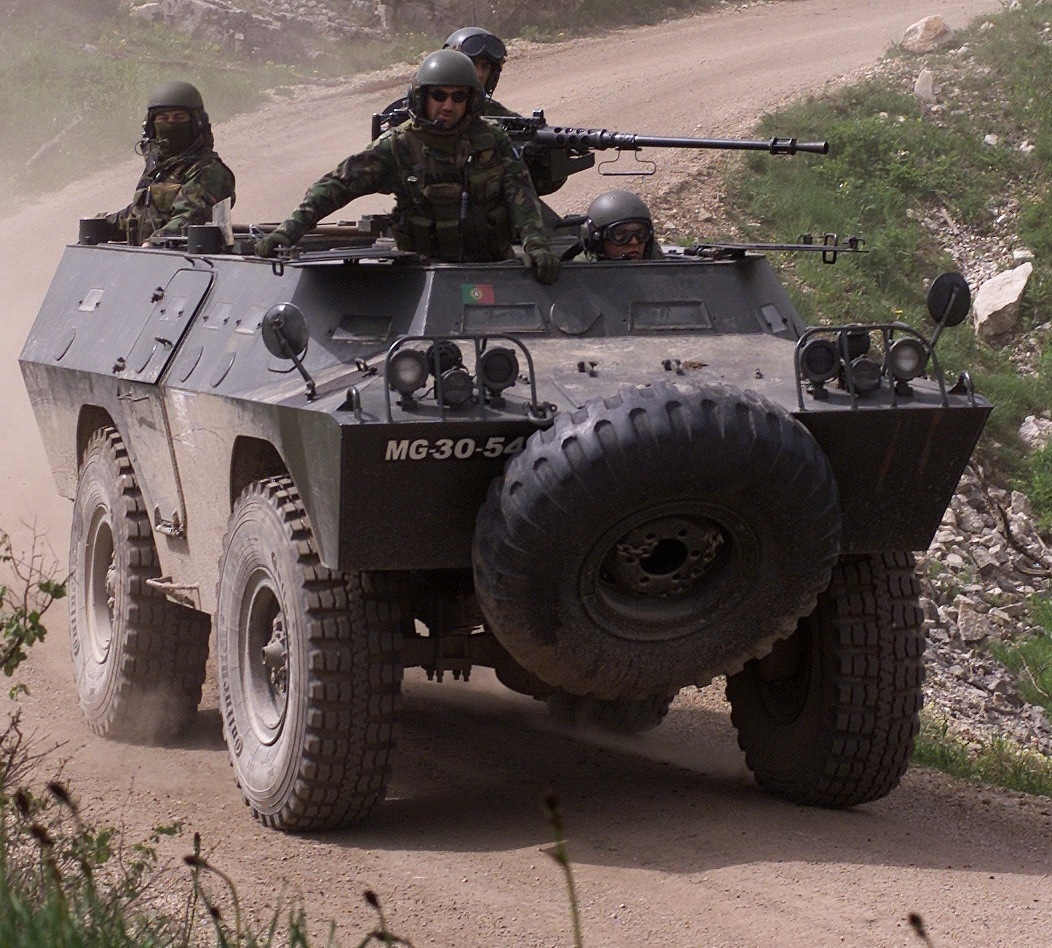
Le Chaimite V200 pendant l'exercice Iberian Resolve, en 2002.

Jusqu'au début du XXIe siècle, le Portugal a disposé d'une industrie automobile propre, avec plusieurs constructeurs nationaux de véhicules tout public : UMM (União Metalo-Mecânica), un fabricant de véhicules tout-terrain, en activité de 1977 à 2006 ; Portaro (Portugal e ARO), autre fabricant de véhicules tout-terrain, établi à Abrantes, en activité de 1975 à 1990 (7 000 véhicules vendus au Portugal, des milliers à l'export) ; ALBA (pt), fabricant de voitures de sport, établi à Albergaria-a-Velha, en activité de 1952 à 1954 ; DM, constructeur de voitures de sport, en activité dans les années 1950 ; Edfor, autre constructeur de voitures de sport, en activité dans les années 1970, connu pour avoir fourni des véhicules au cinéaste Manoel de Oliveira ; Sado, constructeur de citadines dans les années 1980, considérées comme des modèles précurseurs du Smart ForTwo ; AGP-IBA, autre constructeur de citadines révolutionnaires, en activité à la fin des années 1950, disparu après un conflit brutal avec le pouvoir politique qui avait opté pour l'importation de véhicules en CKD (completly knocked down) de marques étrangères.
Parmi les grands succès de l'industrie automobile portugaise, figure le véhicule de transport de troupes Chaimite (en), une puissante traction blindée développée à partir de la fin des années 1960 par la société Bravia (en) pour les Forces armées portugaises, fabriquée en série au Portugal jusqu'au début des années 2010 (huit modèles différents se sont succédé, en 4x4 et 6x6) et exportée vers l'Arabie saoudite, le Brésil, la Birmanie, l'Afrique du Sud, la Palestine, le Pérou, les Philippines, la Libye et le Liban. De l'avis des spécialistes du secteur automobile, la principale cause des faillites de l'industrie automobile portugaise a été le manque de soutien de la part de l’État.
Bien qu'ayant cessé de produire des véhicules tout public de marque nationale dans les années 2000 (fermeture de la marque UMM en 2006), le Portugal continue à consacrer une part importante de son activité industrielle à la production d'automobiles pour des constructeurs étrangers. Depuis 1962, l'usine PSA de Mangualde produit des véhicules (site certifié ISO 9001 depuis 2000). En 2010, 47 369 véhicules y ont été produits et elle a la particularité d'être encore en production majoritairement manuelle. Renault-Nissan y ont débuté au second trimestre de 2011 la construction de véhicules électriques, Depuis 2015, les investissements dans ce secteur sont en hausse. Et les industriels installés depuis des années dans les pays de l'Est pour la main d’œuvre très bon marché opèrent un retour vers le Portugal, à la recherche d'une meilleure qualité professionnelle tout en conservant des coûts salariaux avantageux.
Depuis le milieu des années 2000, plusieurs constructeurs portugais sont réapparus sur le marché automobile, avec différents projets de Concept Cars en cours. En 2007, la start-up portugaise Vinci (pt) lance les premiers tests sur son prototype de voiture de sport thermique, le coupé de luxe Vinci GT, un véhicule construit dans le Centro para a Excelência e Inovação na Indústria Automóvel (CEIIA), à Maia, à partir de plans fournis par l'Auto Museu da Maia. Un premier prototype abouti a été présenté au public en 2007 sur le circuit de Boavista, mais le prix du véhicule, entre deux cents et trois cents mille euros, a été jugé prohibitif Depuis 2012 le constructeur portugais Circleroad, fondé par Ricardo Quintas e Nuno Faria, travaille à la conception de voitures de sport électrique haut-de-gamme, avec un premier prototype appelé Adamastor, dévoilé au public en 2018. Parallèlement à ces projets, depuis le début des années 2010, l'entreprise McMob s'est spécialisée dans la conversion de véhicules de marque Smart à combustion classique en véhicules électriques, avec son pour un prix de 7 000 € à 10 000 €.
Le Portugal possède également deux prestigieux circuits de Formule 1, le circuit de Boavista (Circuito da Boavista), situé à Porto, et le circuit d'Estoril (Autodromo do Estoril), situé dans la région de Lisbonne. De 1950 à 1996, le pays organisait le Grand Prix automobile du Portugal, une épreuve du championnat du monde de Formule 1.

#### L'industrie portugaise du cycle
Parmi ses principales réussites industrielles du premier quart du XXIe siècle, le Portugal est parvenu à s'imposer à partir de 2019 comme le premier producteur de vélos en Europe,, supplantant les traditionnels fournisseurs asiatiques du continent, en particulier Taiwan. Cette domination s'explique par de nombreux facteurs : l'organisation originale de la filière, des savoir-faire anciens, une main d'œuvre compétitive et bien formée, des infrastructures de pointe, une politique d'innovations active, des effets d'opportunité économiques saisis judicieusement, ainsi qu'une stratégie industrielle et des choix commerciaux très efficaces. 
Conformément à la tradition industrielle du pays, liée à son héritage corporatiste, l'industrie du cycle portugaise s'articule autour d'une multitude de petites unités de production, des PME, qui permettent au Portugal de déployer un travail très qualitatif, et de bénéficier d'une grande réactivité. L'ensemble de ces entreprises sont chapeautées et coordonnées par l'ABIMOTA, l'Association portugaise de fabricants de bicyclettes (Associação portuguesa de fabricantes de bicicletas),. Le soutien que s'apportent les différentes entreprises de cycles portugaises est fondamental dans le développement de la filière, principalement concentrée dans la région d'Águeda, dans le Nord-ouest du pays. Le secteur génère 8 000 emplois directs et 25 000 emplois indirects si l'on prend en compte les fournisseurs locaux qui fournissent les différents produits et matières premières dont les entreprises ont besoin pour la production. Ces emplois sont répartis entre une soixantaine d'entreprises les composants cycles, des usines d'assemblage vélos de plus grandes dimensions, et plus de quatre-vingt-dix entreprises spécialisées dans les matières et technologies dédiées aux deux roues et aux autres mobilités douces. 
L'ABIMOTA a créé en 2015 le logo « Bike Value Portugal » pour mettre en avant l'unité et la qualité de l'industrie portugaise du cycle, et attirer les investisseurs étrangers auprès de ce vaste tissu entrepreneurial local,. En 2020, le sceau Bike Value Portugal a remporté la phase nationale des Prix européens de promotion des entreprises, une initiative de la Commission européenne alignée sur les priorités de la stratégie Europe 2020 et coordonnée au Portugal par l'IAPMEI. En novembre de la même année, le sceau Bike Value Portugal a reçu le Grand Prix de Soutien à l'Internationalisation des Entreprises décerné par l'EEPA (European Business Promotion Awards) à Berlin. 
Pariant sur une production de haute qualité, sur les problématiques environnementales, sur le développement des énergies renouvelables, et les systèmes d'assistance électrique, les entreprises portugaises de cycle ont acquis une parfaite maitrise de l'ensemble des phases et techniques de fabrication, de l'électronique et de l'électrique (batteries et systèmes électriques). Pour améliorer la productivité, le secteur fait l'objet d'investissements réguliers en vue de sa robotisation et de sa numérisation. Après s'être concentré dans un premier temps sur les modèles de vélos urbains grand public et sur les modèles pour enfants, en acier et en aluminium, constituant les principaux volumes de ventes et de fabrication, le pays étend depuis quelques années son champ de production aux vélos de haute qualité, notamment en fibre de carbone.
Pour optimiser sa production, le Portugal s'est doté de la première entreprise au monde à souder des cadres en aluminium à l'aide de robots, des lignes de peinture les plus avancées du monde, d'usines qui fabriquent des roues presque exclusivement pour les équipes de compétition, mais aussi de l'entreprise qui fabrique les selles de vélo les plus légères au monde (24 grammes). En plus de ses entreprises fabriquant les composants cycles, le pays abrite de la plus grande usine d'assemblage de vélos, et de la plus grande usine de roues de vélo d'Europe. Le pays s'est, en outre, doté au début des années 2020 de la première usine automatisée de production de cadres en carbone hors d'Asie. Marque de son souci d'innovation, la filière possède l'entreprises ayant déposé le plus de brevets en 2020 au Portugal. Soucieuses des problématiques sociales et environnementales, les entreprises portugaises du cycle s'inscrivent, enfin, de façon volontariste dans un axe de développement durable, attentif à l'environnement, avec des usines plus efficientes énergétiquement, prenant par exemple en compte l'empreinte carbone des vélos, et s'efforçant d'arriver à une réduction du CO2 généré à la production.
Soutenue par ces différents facteurs, la domination portugaise sur le secteur européen du cycle s'est établie de crise en crise, au fil d'une histoire ancienne et singulière, à partir du Nord-ouest du Portugal, où sont encore concentrés en 2025 les principaux centres de fabrications de cycles portugais, autour de la ville d'Águeda, à mi-chemin entre Porto au nord et Coimbra au sud, dans une région surnommée la Bike Valley,. Cette localisation ne doit rien au hasard. En effet, cette région possède une longue tradition de fabrication de vélos. C'est là qu'ont été fondées les premières usines de bicyclettes portugaises, notamment la Fabrique Nationale de bicyclette (Fábrica Nacional de Bicicletas) en 1922. Ces premiers fabricants s'appuyaient eux-mêmes sur l'existence sur place d'un important pôle de l'industrie métallurgique qui, comme dans d'autres régions du monde, cherchait à diversifier sa production en profitant du développement du cyclisme, moyen de transport populaire, rapide et bon marché.
Attirées par le bon rapport qualité-prix des vélos portugais, après la Seconde Guerre mondiale, de nombreuses entreprises internationales de cycle, d'abord britanniques, puis de divers autres pays, ont délocalisé leur production dans cette région du Portugal, afin de profiter des savoir-faire locaux, des bas coûts de la main d'œuvre et des facilités d'installation. Dans les années 1980, les mêmes entreprises ont reproduit ce processus à l'échelle mondiale, en transférant la majorité de leurs usines en Extrême-Orient.
Malgré ces délocalisations vers l'Asie, le Portugal est parvenu à conserver une industrie du cycle propre dynamique et compétitive, d'excellente facture, et à se maintenir comme important producteur européen de cycles et de composants. En effet, tout au long du XXe siècle, conjointement avec les fabricants étrangers, de nombreuses marques de vélos nationales reconnues avaient établi leurs propres usines dans cette région du Nord-ouest du Portugal, comme Orbea, BH ou SRAM. Après le départ des investisseurs étrangers, ces entreprises ont continué à produire et exporter vers les marchés d'Europe du Nord, et à fournir des composants à de nombreuses entreprises leaders du secteur.
Ce noyau industriel s'est maintenu en l'état pendant les années 1990 et 2000, jusqu'à ce qu'une série de crises et de changements dans la conjoncture saisis opportunément lui permettent de prendre l'ascendant sur ses concurrents. L'industrie du cycle portugaise commence sa montée en puissance au début des années 2010, alors que le Portugal est en grandes difficultés économiques, en profitant des mesures antidumping instaurées par Bruxelles après la crise de 2008, afin d'éviter que les marchés de l'Union européenne ne soient envahis de produits asiatiques.
À ce moment, perdant les bénéfices des délocalisations opérées dans les années 1980 et 1990, les grands fabricants de cycles qui avaient transféré leurs usines en Asie décident de procéder une relocalisation en Europe. Pour cela, ils choisissent l'Europe de l'Est, pour les coûts de la main d'œuvre, et le Portugal, alors en pleine restructuration, où une solide industrie du cycle est restée établie, avec une main d'œuvre qualifiée également très bon marché, et un marché du travail considérablement assoupli par les mesures de dérégulation du gouvernement de Pedro Passos Coelho. Profitant de ces relocalisations, le Portugal accroît alors considérablement ses volumes de production et d'exportation, et son importance comme fournisseur de composants de cycles de qualité à l'échelle européenne. Les entreprises portugaises multiplient les partenariats avec les institutions publiques, Etat et villes, et les grandes entreprises, démultipliant leurs bénéfices. Ainsi, quand l’entreprise InCycles, un des fleurons du « cluster » de la bicyclette portugaise, a commencé à assembler les vélos en libre service d’Uber, son chiffre d’affaires a bondi: d’environ 3 millions d’euros en 2018 à quelque 50 millions d’euros en 2019. Dès 2019, le Portugal est considéré comme le premier producteur européen de vélos, devant l'Italie et l'Allemagne, avec 2,7 millions d' unités produites et des exportations nationales d'une valeur de plus de 400 millions d'euros. 
La seconde crise qui permet aux Portugais de s'imposer définitivement à la tête du marché du cycle européen est la crise liée à la pandémie de Covid-19. Alors qu'elle a été vécue comme un coup rude par la majorité des industriels du continent, cette crise a eu des effets collatéraux dont l'industrie portugaise du cycle a su immédiatement profiter,. Dès le début de la crise, les restrictions de circulation, la hausse des coûts des transports, des matériaux et la dégradation des réseaux des fournisseurs est-européens poussent les entreprises et vendeurs d'Europe de l'Ouest à chercher des fournisseurs alternatifs plus proches, et naturellement le Portugal s'impose immédiatement à eux, comme étant capable de produire tous les cycles nécessaires en nombre et en qualité. Parallèlement, pandémie de Covid-19 et ses confinements répétés génèrent par contrecoup un engouement populaire au sein des sociétés occidentales pour les sorties et les activités en plein air, et particulièrement pour les déplacements en vélo. Comprenant l'opportunité qui se présente à eux, les Portugais investissent alors massivement dans le secteur, en anticipant la multiplication des besoins provoqués par la crise sanitaire, et en pariant sur le développement à plus long terme des mobilités douces dans les grandes métropoles européennes, destinées à lutter contre la pollution et le dérèglement climatique,,.
La guerre en Ukraine qui commence en 2022, et qui affecte à nouveau les réseaux des fournisseurs d'Europe de l'Est, déjà fortement impactés par la crise Covid, contribue encore à pousser d'autres fabricants et vendeurs vers les usines portugaises, comme l'entreprise allemande Cube. L'accroissement des commandes, des volumes de production et de vente est alors démultiplié. En 2020, malgré les difficultés d'approvisionnement et les entraves à la circulation, alors que le continent européen est en pleine crise sanitaire, le pays parvient à maintenir sa production et ses exportations à 2,6 millions de vélo, soit presque au niveau de l'année précédente. Deux ans plus tard en 2022, le pays produit pour plus de 800 millions d'euros de vélo, soit le double de ses bénéfices d'avant-COVID. À l'issue de la crise Covid et de la crise liée à la guerre en Ukraine, le Portugal a augmenté ses exportations de produits cycles de 39%, et est devenu le premier producteur européen de cycles.

#### L'industrie portugaise de la chaussure et du cuir
Bénéficiant d'une tradition manufacturière ancienne, le Portugal a su s'imposer à partir des années 2000 comme un acteur majeur de l'industrie européenne de la chaussure, aux côtés de ses principaux concurrents italiens et espagnols. Pour y parvenir, l'industrie portugaise de la chaussure, qui a traversé une période d'ajustement dans les années 1990, a misé sur son organisation originale, sur une diversification de ses marques, sur la recherche, les nouvelles technologies, la qualification de sa main-d’œuvre et la promotion de ses produits lors de grandes foires internationales.
Conformément à la tradition industrielle du pays, liée à son héritage corporatiste, l'industrie de la chaussure portugaise s'articule autour de centaines de petites unités de production, des PME, qui permettent au Portugal de déployer une production abondante, très qualitative, et de bénéficier d'une grande réactivité. L'ensemble de ces entreprises sont chapeautées et coordonnées par l'APICCAPS, l'Association portugaise des industries de la chaussure et du cuir, basée à Porto. Cette architecture a été mise en place en 1975 en réaction au démantèlement de l'Estado Novo salazariste, pour permettre aux petits producteurs portugais d'évoluer de façon coordonnée et sûre dans leur nouvel environnement national et international malgré la fin de la protection offerte par l’État corporatiste. Protégée par ce système, en 2021, l'industrie portugaise de la chaussure regroupe plus de 1 300 entreprises, qui emploient quelques 40 000 salariés, et elle produit plus de 80 millions de paires de chaussures par an, qu'elle exporte dans 163 pays, répartis sur les cinq continents.    
Placée au cœur de ce système, l'APPICAPS est chargée de d'élaborer les stratégies de développement, production et commercialisation de la filière, de promouvoir la densification, la qualification et le rajeunissement du cluster, en renforçant les liens entre les membres actuels et en attirant de nouveaux investisseurs, qu'il s'agisse d'entreprises ou d'institutions. Elle a aussi pour mission d'encourager les actions collectives qui stimulent l’innovation, l’internationalisation et la promotion du cluster et de ses membres, en lien avec le reste de l’industrie portugaise.
Étant organisée en petites unités, cette industrie se démarque de ses concurrents par sa capacité à associer tradition et innovation, par son mode de production artisanal à échelle humaine, et par ses savoir-faire locaux spécifiques, qui sont à l'origine de la qualité unanimement reconnue de ses produits, alliant confort et design original, tout en étant en mesure de produire à grande échelle. Pour soutenir leur montée en gamme, les entreprises portugaises du secteur s'attachent en outre depuis les années 2000 à travailler des matières premières locales de qualité, et à recourir à des matériaux innovants et respectueux de l’environnement, comme le liège ou les cuirs végétaux, révélant un engagement fort, synonyme de durabilité. 
Pariant sur les thèmes des productions éthiques, des filières courtes et du développement durable, l'industrie portugaise de la chaussure a mis en place le plan d’action « Offer Valorization for the Footwear Cluster», composé de 12 mesures et 50 actions, visant à faire du pays le leader mondial en termes de solutions durables afin de le rendre plus compétitif. Ce plan se structure autour de trois axes principaux : « Entreprises, Personnes et Planète ». 
Cette stratégie a permis d'imposer le label “Made in Portugal” dans le monde entier. Portée par ses bons résultats, l'industrie portugaise de la chaussure établit dans les années 2010 le plan « Footwear 4.0 » dont le but est de faire du Portugal la référence mondiale de la chaussure à moyen et long terme. Portée par une stratégie de communication et commerciale efficace, l’industrie portugaise de la chaussure est souvent qualifiée par les spécialistes du secteur « d'industrie la plus sexy d’Europe », et considérée comme un marqueur phare dans son secteur. 
Cette industrie a fait preuve tout long du premier quart du XXIe siècle d'une grande robustesse et adaptabilité face aux crises économiques internationales. Pendant la crise financière et budgétaire de 2007-2008, elle a maintenu des taux de croissance record grâce à des produits novateurs qui se sont imposés à l'international, incitant l'ensemble du pays à miser sur les exportations pour relancer son économie. Alors même que le pays venait juste de sortir de la crise, en 2010, le secteur enregistrait une croissance de 17%, selon les chiffres de l'APICCAPS. Et sur les neuf premiers mois de 2011, il générait un chiffre d'affaires de 1,23 milliard d'euros, « soit presque autant que sur l'ensemble de 2010 ». Depuis les années 2000, la croissance de ce secteur repose avant tout sur les ventes réalisées à l'étranger. Les fabricants portugais exportent près de 95% de leur production vers plus de 130 pays, avec une forte présence dans le nord de l'Europe. Ces dix dernières années, les exportations ont progressé de 24%.
Très implantée dans la région du Minho, au nord du Portugal, cette industrie traditionnelle, surtout composée de PME, a aussi su proposer un modèle capable de faire face ces dernières années aux défis posés par les délocalisations des multinationales et la concurrence des pays asiatique, qui se démarque en termes de compétitivité et d'adaptabilité. Conscients de la domination culturelle américaine dans ce secteur, les fabricants portugais choisissent par exemple souvent des noms de marques à consonance anglo-saxonne telles que Dkode, Nobrand, Camport, Eject, Mack James, Softwaves, Fly London pour s'imposer dans ce marché très concurrentiel. Invitée à commenter la résistance de l'industrie portugaise de la chaussure en période de crise, l'Agence portugaise pour le commerce extérieur (AICEP) affirmait en 2012 que « le secteur de la chaussure est l'un de ceux qui contribue le plus à l'internationalisation de l'économie portugaise et au dynamisme de son commerce extérieur ».
En 2020, pour pallier la crise sanitaire mondiale lors de l'épidémie de Covid-19, le Portugal s'est doté du portail numérique “portuguese shoes”. Qualifié de « plus grande vitrine de la chaussure portugaise », le site offre une information rapide et complète des entreprises aux clients internationaux, étendue au secteur des artefacts et du cuir pour les clients intéressés par les accessoires et la maroquinerie. En 2021, le secteur a investi 3 millions de dollars dans l’univers numérique, alors que ce dernier était encore largement négligé, avec une présence des PME portugaises sur les plateformes en ligne encore relativement faible hormis dans le secteur de la chaussures, qui donne à ses entreprises un taux de présence en ligne de 75%, leur permettant d'impacter le marché au niveau mondial, et de ne pas restreindre leurs exportations aux pays européens.
Attirés par ce modèle économique singulier, de nombreux industriels étrangers choisissent depuis les années 2000 de délocaliser leur production au Portugal. Pour justifier ce choix, le fabricant français de chaussures végan Minuit sur terre dit avoir été séduit par « un savoir-faire d'exception, notamment dans la région de Porto, très connue pour son expertise en matière de fabrication de chaussures » ; « une grande ouverture d’esprit des fabricants portugais, ouverts à l’utilisation d’autres matériaux que le cuir » ; et « la présence de petits ateliers à taille humaine, où les ouvriers sont bien payés et où les horaires de travail sont corrects. »

## Ports industriels
Les ports industriels représentent un enjeu stratégique majeur pour l’économie du Portugal, qui dispose d'une longue façade côtière, et dont les importations et exportations sont réalisées majoritairement par voie maritime. Cet enjeu économique se double d'un enjeu de souveraineté fondamental pour le pays, puisque son activité portuaire garantit depuis huit siècles son indépendance en termes d'échanges et de communications par rapport à l'Espagne, qui est son seul voisin terrestre. Ce double enjeu explique que le statut des ports industriels du pays, et de leurs travailleurs, soient régulièrement l'enjeu de débats politiques, et de mouvements sociaux.
L'APDL est responsable de l'administration des ports du Douro, de Leixões et de Viana do Castelo, qui constituent des infrastructures décisives pour le développement du tissu entrepreneurial et industriel de la région Nord.
Devançant les autres ports industriels pays, le port de Sines, situé dans l'Alentejo, sur la côte sud du Portugal, est considéré comme le « géant énergétique » du pays. Avec un mouvement annuel de 2,1 millions de TEUs pour l'année 2024, il est premier et le plus large port artificiel du Portugal. Son importance est perceptible dans les dimensions de ses infrastructures, ainsi que dans l'importance et la diversité des opérations qu'il assure. Avec des fonds profonds atteignant jusqu'à - 28 mètres sans dragage, il est doté pour accueillir des navires jusqu'à 24 0000 TEUs, et dispose de terminaux spécialisés gaz naturel liquéfié (GNL), conteneurs, charbon, pétrole et dérivés. Pour répondre aux changements de la conjoncture et à l'augmentation de la demande internationale, il a bénéficié d'investissements récents ayant permis l'expansion en 2025 de son terminal de gaz naturel liquéfié, qui constitue une infrastructure rare et essentielle en Europe de l'Ouest depuis la coupure des approvisionnements en gaz venus de Russie.
D'un point de vue géostratégique, le port de Sines constitue un hub énergétique européen, qui importe 60% du gaz naturel consommé au Portugal, et 40% de son pétrole raffiné. Le port présent une forte connectivité globale, avec des routes directes vers Santos au Brésil, Houston aux Etats-Unis, et le Nigéria en Afrique occidentale. Sa zone industrielle intégrée abrite la plus grande centrale thermoélectrique du pays (1.250 MW), et des parcs solaires offshore. Outre ses activités liées à l'énergie, le port fournit des services tels que le contrôle du trafic maritime, le pilotage, le remorquage, l'amarrage ainsi que le contrôle de l'accès, la surveillance, les eaux potables, la lutte contre la pollution et les réparations à bord ou à terre. D'un point de vue économique et social, il contribue à 12% du PIB de l'Alentejo, et il génère 8 000 emplois directs en logistique et en énergie.
Parmi les autres ports importants du pays, le port de Leixões, situé à Porto, est le second port du Portugal en tonnes chargées, et le plus important en termes de mouvements depuis et vers l'hinterland portugais en termes de charge en conteneurs, impactant par sa localisation une aire économique très large, de plus de 14 millions d'habitants, qui s'étend depuis le centre du Portugal jusqu'à la Galice au Nord, et à la Castille-et-Leon à l'est. Le port de Leixões exporte vers 184 pays, ce qui en fait l'un des plus compétitifs de la péninsule Ibérique, avec d'excellents indices de connectivité. Son impact économique et social est très significatif, puisqu'il représente 6% du PIB et de l'emploi national, 11% du PIB et de l'emploi de la région Nord, 20% du commerce extérieur réalisé par le Portugal par voie maritime, et un volume de négoce de 55,6 millions d'euros. En termes d'activités, il fait transiter des conteneurs, des charges générales et fractionnées, des marchandises roulières et des vracs solides, secs et liquides, à travers ses terminaux, et il se consacre également à la gestion de sa Plateforme logistique.
Prenant en compte les critiques écologiques adressées au transport à longue distance, et considérant que la décarbonation, la transition énergétique et la numérisation des entreprises sont indispensables à la bonne réputation, à la durabilité et à l'efficacité des activités portuaires, l'APDL a inscrit dans sa feuille de route environnementale une série de mesures visant à la réduction générale de l'empreinte environnementale de ses ports. En 2021, environ 1 500 véhicules de fret entraient chaque jour dans le port de Leixões, rejetant un total de 1 189 tonnes de CO2 dans l'atmosphère chaque année. Pour réduire ces émissions, l'APDL a lancé un projet d'énergie houlomotrice, elle a interdit l'entrée et la circulation des véhicules EURO I, II, III et IV dans les ports de Leixões et de Viana do Castelo depuis le 1er janvier 2021, et réduit les temps d'exploitation. Elle a conçu et teste actuellement le premier camion électrique utilisé pour le transport de conteneurs, dans le cadre d'un partenariat entre APDL et Yilport, et elle a acquis deux remorqueurs de pointe, qui réduisent considérablement les émissions polluantes. Elle promeut en outre l'électrification des quais et des terminaux, encourageant le secteur maritime à adopter ces changements et créant les conditions nécessaires à la conversion des navires à des sources d'énergie alternatives et plus propres, tant dans les ports que sur la voie navigable du Douro.
Desireuse de prendre part aux activités culturelles et historiques du pays, l'ADPL a récemment restauré dans le port de Leixões la grue Titan, considérée comme la plus grande grue à vapeur du monde, qui joué un rôle fondamental entre 1885 et 1895 dans la construction du port, puis pendant tout le XXe siècle dans le développement urbain de la zone portuaire. Le projet, coordonné scientifiquement par l'historien Joel Cleto et réalisé par l'entreprise Mecwide, a représenté un investissement d'environ deux millions d'euros. Considérée comme un symbole majeur de la ville et la région, et comme une infrastructure industrielle unique au monde, le Titan est actuellement visitable, et considéré par la municipalité de Porto comme un édifice touristique de haute valeur patrimoniale.
Pariant sur le développement de l'industrie navale, et sur une diversification de ses activités, en vue de s'ériger en pôle industriel de pointe, le port de Viana do Castelo, s'est doté d'un cluster maritime d'énergies renouvelables, avec des projets innovants, comme le Cor Power Ocean et le Windfloat,. Il accueille la plus grande industrie nationale de fabrication de générateurs d'énergie éolienne, l'Enercon, et il intègre dans son aire industrielle les chantiers navals du West Sea, en complément de ses activités de manutention de marchandises telles que le bois, le kaolin, le papier, l'équipement éolien et l'asphalte.
Les ports portugais bénéficient d'une compétitivité unanimement reconnue. Cependant, leur compétitivité repose sur l’exploitation d’une main-d’œuvre flexible et sur l’amputation du salaire des travailleurs. D'après le Syndicat des dockers et de l’activité logistique : « Au tournant de l’année 2013, le pouvoir a fait voter une loi sur la libéralisation de l’activité portuaire qui visait à fragiliser nos conditions de travail. Cela a provoqué un recours énorme à la sous-traitance. En août 2018, les syndicats lancent un mouvement de grève en solidarité avec les travailleurs du port de Setúbal, à une cinquantaine de kilomètres de Lisbonne, où 90 % des dockers et des logisticiens sont alors recrutés en contrat journalier. Selon eux : « Ces travailleurs précaires n’ont ni congés ni droit à la protection sociale en cas de maladie ou d’accident du travail. Certains peuvent être contractualisés et licenciés deux fois dans une même journée afin d’enchaîner seize heures de travail ».

## Une politique économique innovante
Profondément marqué par les conséquences de la crise financière mondiale de 2007-2008, le Portugal a pris une série de mesures fortes dans les années 2000 et 2010 pour accélérer la reconversion et la modernisation de son économie.

### Un leader européen dans le domaine des énergies renouvelables

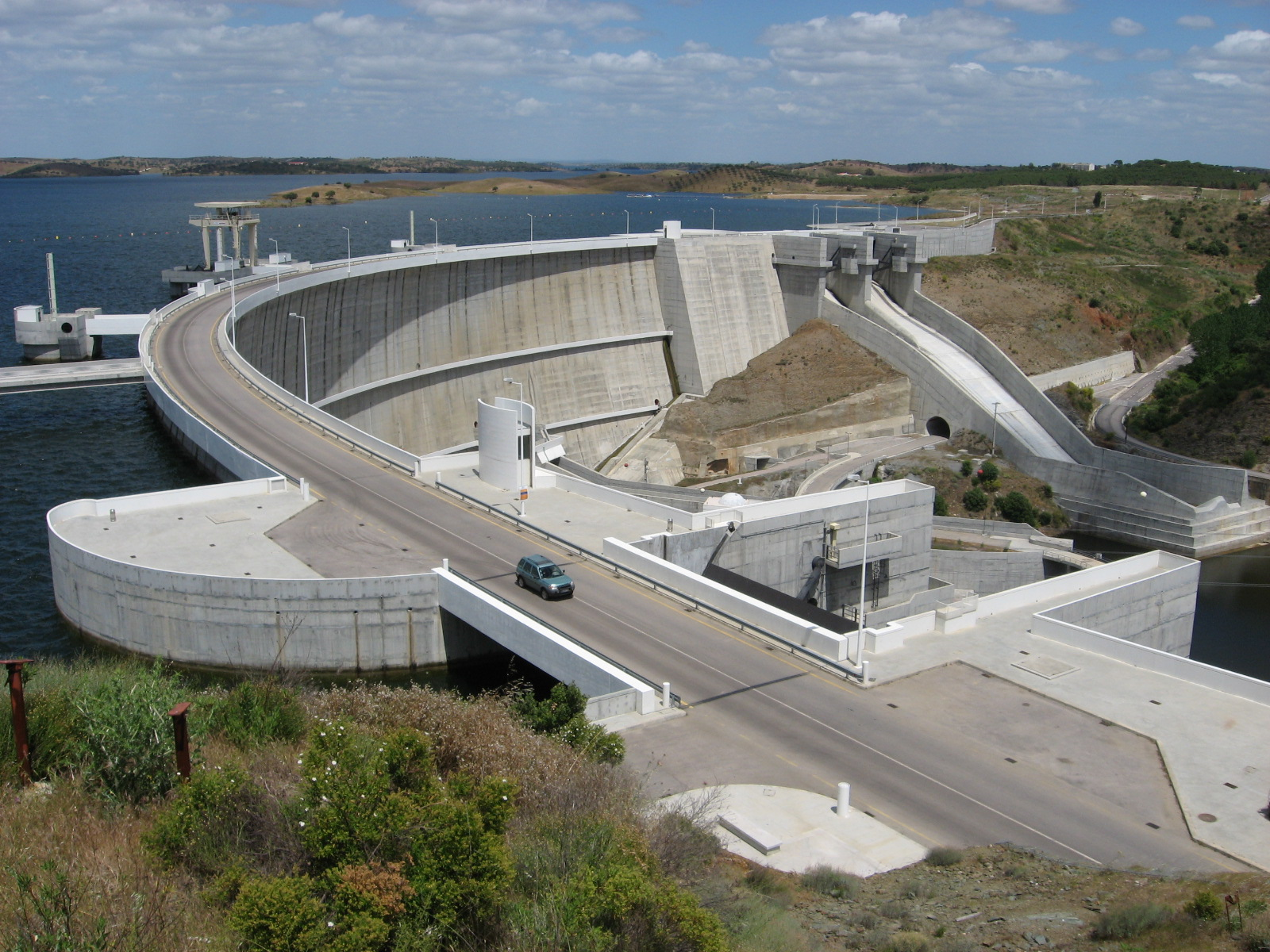
Le barrage d'Alqueva, qui a créé un des plus grands lacs artificiels d'Europe (250 km2).

Pour atténuer sa dépendance en matière d'énergie, en particulier pour les combustibles fossiles, le Portugal a établi dans les années 2000 des prévisions rigoureuses sur ses besoins énergétiques sur plusieurs décennies, traduite par un modèle MARKAL commun avec l'Espagne, et a mis en place une politique énergique en faveur des énergies renouvelables. Avec un taux de consommation d'énergies renouvelables situé autour de 28% au début des années 2010, le Portugal est parvenu à doubles sa production nationale et se situe actuellement parmi les cinq pays européens les plus avancés dans ce domaine, juste derrière les pays scandinaves et l'Estonie. L'hydroélectricité est la principale source d'énergie renouvelables du pays, qui estime qu'il n'exploite à l'heure actuelle que 46 % de son potentiel hydroélectrique. 
Pour atteindre ses objectifs, le Portugal s'est doté depuis de superstructures inédites dans le domaine des énergies renouvelables. Mis en service en 2004, le barrage d'Alqueva, dans l'Alentejo (servant à l'irrigation des champs et à produire de l'énergie hydroélectrique) a créé le plus grand lac artificiel d'Europe de l'Ouest et a représenté un des plus grands investissements du pays. En 2007 fut inaugurée une des plus grandes centrales solaires photovoltaïques du monde, située à Brinches, municipalité de Serpa. En mars 2008, elle a été supplantée par la centrale solaire photovoltaïque d’Amareleja, qui compte plus de 262 000 panneaux photovoltaïques installés sur 250 hectares. À pleine puissance (46,41 MWc), cette centrale peut produire jusqu'à 93 GWh/an, de quoi approvisionner 30 000 foyers.
En matière d'énergie éolienne, le Portugal affichait fin 2013 une puissance installée de 4 724 MW, soit l'une des plus importantes puissances éoliennes par habitant installée au monde. Le pays compte de nombreux parcs éoliens, dont le plus grand d'Europe depuis 2008 Parallèlement, la première exploration commerciale du monde des énergies des vagues de la mer est entrée en fonctionnement en septembre 2008, à cinq kilomètres au bord d'Aguçadoura, commune de Póvoa de Varzim.
Conséquence de cette politique, en 2019, les énergies renouvelables fournissent 56 % de l'électricité du Portugal, pourcentage parmi les plus élevés en Europe ; cette part varie fortement d'une année à l'autre en fonction du climat (pluies, vents) ; un indicateur approchant publié par Eurostat, le ratio production d'électricité provenant de sources renouvelables / consommation nationale brute d'électricité, était au Portugal de 54,1 % en 2016, alors que la moyenne de l'Union européenne était de 29,6 % ; le Portugal était au 3e rang derrière l'Autriche (72,6 %) et la Suède (64,9 %), eux-mêmes derrière la Norvège (104,7 %) et l'Islande (95,3 %), non membres de l'UE. Autre conséquence, la consommation d'énergie primaire par habitant au Portugal ne dépasse que de 16 % la moyenne mondiale et est inférieure de 32 % à celle de l'Union européenne. Et les émissions de CO2 liées à l'énergie par habitant au Portugal sont inférieures de 5,5 % à la moyenne mondiale et de 26 % à celles de l'Union européenne.

### Le programmeIndústria 4.0: l'émergence à Lisbonne d'une Silicon Valley européenne

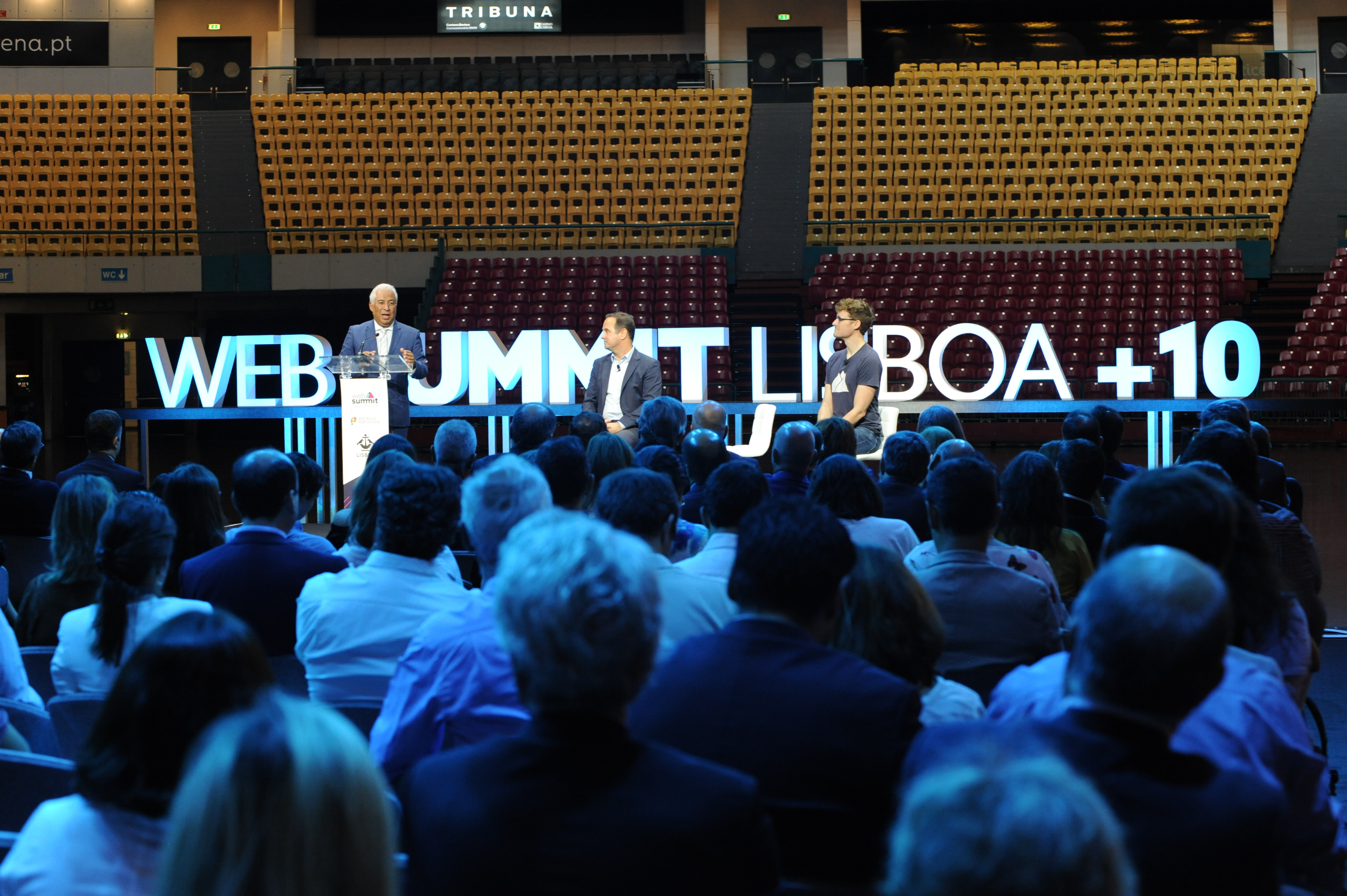
Web Summit 2018 à Lisbonne.

Ayant annoncé son intention de devenir un pôle de développement des nouvelles technologies en Europe, le Portugal mène depuis quelques années une politique énergique en faveur des star-up nationales et étrangères, avec son programme Indústria 4.0 : octroi de facilités administratives (création d'entreprise en 48h), création d'un fonds de 200 millions d'euros d'aide aux start-up, auxquels s'ajoutent des avantages fiscaux considérables (le taux d'imposition des entreprises, à 23%, est l'un des plus faibles d'Europe), la création d'un label spécifique SUP, un "visa start-up". une main d’œuvre qualifiée et bon marché, et des loyers peu chers.
La métropole de Lisbonne, avec son « programme Lisboète », offre en outre un micro crédit de 20.000 euros aux start up en création avec un taux d'intérêt ultra réduit. En août 2017, la ville disposait de plus 80 accélérateurs et incubateurs d'entreprises, comme Startup Lisboa, Beta-i et Village Underground Lisboa, etc. En plus des aides directes aux entreprises, le pays multiplie les incitations fiscales pour les citoyens européens choisissant le statut de Résident Non Habituel (RNH) afin d'attirer les cadres qualifiés des autres pays. Ces mesures ont amené de nombreuses entreprises installées en Irlande et autres pays à fiscalité attractive à opter pour la capitale portugaise.
Les résultats spectaculaires de cette politique amènent régulièrement la presse internationale à qualifier Lisbonne de « Silicon Valley européenne ». Séduit par cet environnement favorable, Microsoft a installé un centre support abritant 600 collaborateurs (en majorité portugais) à proximité de l’Oceanarium de Lisbonne, pour un investissement annuel de 33 millions d'euros en 2017, et des services fournis en matière d’ingénierie à plus de 60 pays. En matière d'affaires sur le Cloud, Microsoft Portugal affiche une perspective de croissance annuelle de 50%. Parmi les entreprises étrangères ayant répondu à l'appel des autorités portugaises, figurent 400 start-up françaises.
En septembre 2015, Paddy Cosgrave, cofondateur de Web Summit, a annoncé que le Web Sommet n'aurait plus lieu à Dublin mais à Lisbonne à partir de 2016. En octobre 2018, le gouvernement portugais a annoncé une prolongation de contrat de dix ans avec le Web Summit. La part de femmes parmi les intervenants au Web Summit 2016 à Lisbonne était de 47% selon une estimation indépendante. 

### Le succès de la start-up Aptoide dans le domaine des applications mobiles
Parmi les start-up portugaises ayant prospéré dans cet environnement, l'entreprise Aptoide fait figure de leader européen dans le domaine des applications mobiles pour smartphones et tablettes. Née en 2009-2010 des recherches menées par son fondateur Paulo Trezentos (alors doctorant) sur les installateurs Linux dans le projet européen Mancoosi[réf. nécessaire], en partenariat avec Portugal Telecom, cette entreprise revendique 200 millions d’utilisateurs de sa boutique d’applications, 6 milliards de téléchargements d’applications et 1 million d’applications disponibles. Sa plateforme (open source) est disponible dans plus de 40 langues et a atteint plus de 200 millions d'utilisateurs en 2017 et 6 milliards de téléchargements cumulés.
Dans le cadre du développement de ses activités, Aptoide a déposé en 2014 une plainte antitrust auprès de l'Union européenne contre Google, affirmant que l'entreprise américaine créait des obstacles pour les utilisateurs qui souhaitaient installer des magasins d'applications tiers. En mai 2015, l'entreprise portugaise a annoncé l'ouverture d'un bureau à Singapour afin d'étendre ses activités en Asie. En 2017, elle a initié un partenariat avec AppCoin et a annoncé son intention à terme, « d'entrer dans le marché des devises numériques avec les AppCoins, dont le nom est bien clair. Lancée en conjonction avec l'édition Web Summit 2017, l'offre initiale de pièces de monnaie (ICO) de 18 millions de dollars doit permettre aux utilisateurs d'Aptoide d'utiliser AppCoins pour se payer des achats réciproques ou pour des achats intégrés, tels que des mises à niveau de jeux.
En mai 2019, Aptoide annonce être en négociations pour un partenariat avec le géant chinois Huawei, qui a été privé de licende Androïd et d'accès aux services Google Play par Google, afin de lui fournir une alternative au Play Store. S'il se concrétisait, ce partenariat permettrait à Aptoide de peser un peu plus sur l’écosystème Android, tandis que Huawei aurait une alternative au Play Store avec 1 million d’apps disponibles.

### Création de statuts fiscaux d'exception pour attirer les capitaux étrangers

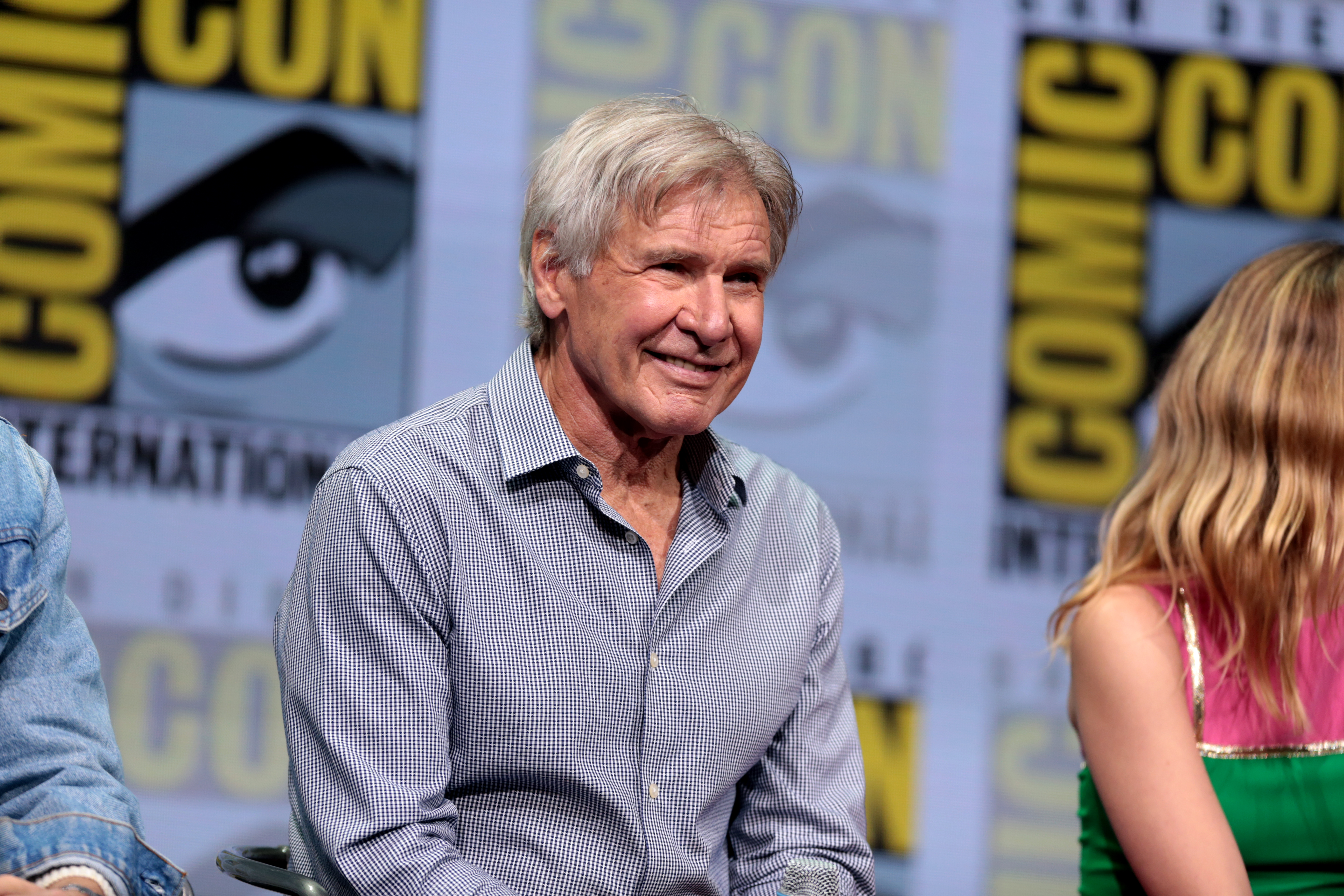
L'acteur américain Harrison Ford, établi au Portugal dans le cadre du programme des visas dorés.

Pour attirer des capitaux étrangers et mettre un terme au manque de liquidités qui grève son économie depuis la fin du XIXe siècle, le Portugal décide en 2009 d'instituer un régime fiscal spécifique à l'attention des citoyens des pays riches d'Europe occidentale, auxquels il octroie le statut (quinquennal) de « Résident Non Habituel » (RNH), et d'en faire la promotion au niveau international dans de grandes campagnes d'information. Cette mesure est rendue possible par l'absence d'harmonisation fiscale dans l'Union européenne.
Pour pouvoir bénéficier du dispositif (modifié en 2013), les postulants doivent faire une demande d'autorisation pour s'établir dans le pays 180 jours par an (en deux fois 90 jours). Au-delà de cette période, la demande débouche sur l'attribution d'un permis de séjour. Cette autorisation permet d'obtenir un certificat d'enregistrement pour cinq ans renouvelables, avec pour condition de rester dans le pays au minimum six mois par an. Après dix ans, le statut de RNH est caduc et une demande de résidence permanente est requise. En 2012, le Portugal double le statut de « Non résident habituel » d'un « programme des visas dorés », avec une libéralisation des conditions d’immigration pour les non-Européens, visant à attirer les riches investisseurs étrangers. Les catégories ciblées par cette politique sont les hommes d'affaires et grands patrons, les cadres qualifiés, les célébrités et surtout les retraités.
Parmi les célébrités ayant opté pour l'expatriation fiscale au Portugal, figurent en 2019 Madonna, Christian Louboutin, Harrison Ford, Monica Bellucci, Philippe Starck, Florent Pagny, David Hallyday, Diego Maradona, Éric Cantona, etc, Dans Le Parisien du 25 septembre 2017, le chanteur Florent Pagny explique ainsi les raisons de son expatriation fiscale : « Pas d’impôts sur l’héritage et sur la succession. Pas d’impôts sur la fortune, Et pendant dix ans, pas d’impôts sur les royalties. » Outre ces célébrités fortunées, le pays a également connu un afflux massif de retraités, venus notamment de France. Avec une note de 65,3, le Portugal est considéré depuis 2009 comme la meilleure destination au monde pour passer sa retraite, devant le Maroc et la Thaïlande. Parmi les atouts du pays mis en avant par les expatriés fiscaux, figurent l'accessibilité (Le Portugal est à 2h d'avion de Paris) et la sécurité (Lisbonne est considérée comme l'une des villes les plus sûres du monde), le climat agréable (300 jours d'ensoleillement par an), un coût de la vie inférieur à 25 % comparé à celui de la France, un prix de l'immobilier plus accessible (en moyenne 2000€ le mètre carré), la présence à Lisbonne d'un lycée français réputé, la qualité de l'accueil humain et le fait qu'aucun visa ne soit nécessaire,.
Le gouvernement offre depuis juillet 2019 une réduction de 50 % de l'impot sur le revenu pendant cinq ans aux expatriés qui se réinstalleraient dans le pays

### Émission du premier «panda bond» européen sur le marché obligataire chinois
En mai 2019, après deux ans de préparation, le Portugal lève 2 milliards de yuans - soit 290 millions d'euros - sur le marché obligataire intérieur chinois. devenant le premier État de la zone euro à émettre un « panda bond ». Cet emprunt stratégique inédit a pour but de permettre au pays « de faire connaître son crédit auprès d'investisseurs qui ne se sont encore jamais penchés sur les émetteurs souverains de la zone euro »  Les investisseurs ayant répondu à l'appel, la demande a atteint 3,2 fois le montant proposé, ce qui a permis de réduire le rendement proposé à trois reprises, le ramenant à 4,09 % contre une première indication à 4,35 %. Une quinzaine d'investisseurs institutionnels chinois ont acheté les titres portugais, principalement des banques et gestionnaires d'actifs chinois n'ayant jamais investi sur des obligations souveraines en euro.

### Exploitation des plus grands gisements de lithium d'Europe
Premier producteur de lithium d'Europe, avec une part de marché de 11%, le Portugal est entré dans les années 2010 dans une phase de prospection intensive pour accroître l'exploitation de ce métal rare indispensable à la fabrication de batteries lithium-ion, considéré comme "l'or blanc du XXIe siècle", et dont l'Europe importe actuellement 86 % de ses besoins,. Actuellement[Quand ?] la plus grande mine de lithium d'Europe est déjà en production au Portugal. Elle est exploitée par l'industriel Grupo Mota et sa filiale Felmica, dans la région de Guarda, avec des réserves estimées à 30 ans. Mais sa production sert entièrement à la céramique et à la verrerie. L'objectif des autorités portugaises, soutenues par le vice-président de la Commission européenne chargé de l'Energie Maros Sefcovic, est de "fournir à court terme une filière capable de construire au sein de l'UE une nouvelle génération de batteries électriques "vertes", recyclables et réutilisables, et de réduire la dépendance européenne à l'égard du Chili et de l'Australie". L'analyste américain Howard Klein, du cabinet de conseil en investissement new-yorkais RK Equity explique ainsi l'engouement européen autour des mines portugaises : "Pour l'Europe et son secteur automobile, l'idée d'une chaîne d'approvisionnement allant du minerai à la voiture électrique est très attrayante".
D'après les dernières études, le Portugal possède deux grandes mines, considérées comme "le plus important gisement de lithium en Europe", dont l’exploitation pourra débuter en 2020. Parmi les grands acteurs du secteur, la société minière britannique Savannah Resources, estime être en mesure d'ouvrir "la première mine importante de lithium" du continent, sur les hauteurs de Boticas, dans la région de Vila Real, avec des réserves estimées à 20,1 millions de tonnes de minerai d'une teneur en lithium de 1,04%. La société portugaise Lusorecursos, établie dans la commune voisine de Montalegre, estime quant à elle les réserves de sa concession à 30 millions de tonnes de minerai d'une teneur de 1,09%. Ces réserves offrent au Portugal des perspectives de bénéfices considérables, avec un marché européen des batteries estimé à 250 milliards d'euros par an pour 2025. D'ici la fin de l'année 2019, le gouvernement portugais a prévu de lancer un appel d'offres international pour attribuer les droits de prospection d'une dizaine d'autres gisements potentiels afin de répondre au "grand appétit des investisseurs" qui ont formulé une quarantaine de demandes depuis 2016. Mais il a également affiché sa volonté de ne pas se limiter à recevoir les royalties de l'activité d'extraction, et de saisir l'occasion de développer des secteurs industriels liés à la transformation du minerai, à la fabrication de batteries, au secteur automobile ou aux énergies renouvelables". Le projet d'extraction de la société Lusorecursos à Montalegre va dans ce sens puisqu'elle entend construire une usine capable de transformer ce minerai avant de le vendre à la filière de la batterie.